# 2008年北京オリンピックの日本選手団
2008年北京オリンピックの日本選手団（2008ねんペキンオリンピックのにほんせんしゅだん）は、2008年8月8日から8月24日までの日程で開催された2008年北京オリンピックにおける日本選手団の名簿。選手名及び所属・記録は2008年当時のもの（2017・2018年のIOC文書による成績順位繰り上げの加筆修正あり）。

## 概要

### 選手団
人員: 選手 339人、役員 237人（合計 576人。過去最多）
- 主将：鈴木桂治（柔道）
- 副将：今回は特に置かれなかった
- 開会式旗手：福原愛（卓球）
- 閉会式旗手：北島康介（競泳）

### 公式行事
- 結団式・壮行会：7月28日（ザ・プリンス パークタワー東京）
競泳など国外で最終調整していた選手・役員は参加せず。
- 解団式：8月26日（グランドプリンスホテル高輪・プリンスルーム）
- その他：北島康介は競技終了後の8月19日に帰国していたが、閉会式旗手の要請を受け再度北京入り。

## メダル獲得者
| メダル   | 名前                                | 競技                       | 種目                     | 日付    |
| -------- | ----------------------------------- | -------------------------- | ------------------------ | ------- |
| 金メダル | 内柴正人                            | 柔道                       | 男子66kg級               | 8月10日 |
| 金メダル | 北島康介                            | 競泳                       | 男子100m平泳ぎ           | 8月11日 |
| 金メダル | 谷本歩実                            | 柔道                       | 女子63kg級               | 8月12日 |
| 金メダル | 上野雅恵                            | 柔道                       | 女子70kg級               | 8月13日 |
| 金メダル | 北島康介                            | 競泳                       | 男子200m平泳ぎ           | 8月14日 |
| 金メダル | 石井慧                              | 柔道                       | 男子100kg超級            | 8月15日 |
| 金メダル | 吉田沙保里                          | レスリング                 | 女子55kg級               | 8月16日 |
| 金メダル | 伊調馨                              | レスリング                 | 女子63kg級               | 8月17日 |
| 金メダル | ソフトボール代表チーム              | ソフトボール               |                          | 8月21日 |
| 銀メダル | 体操男子団体                        | 体操                       | 男子団体                 | 8月12日 |
| 銀メダル | 太田雄貴                            | フェンシング               | 男子フルーレ             | 8月13日 |
| 銀メダル | 内村航平                            | 体操                       | 男子個人総合             | 8月14日 |
| 銀メダル | 塚田真希                            | 柔道                       | 女子78kg超級             | 8月15日 |
| 銀メダル | 伊調千春                            | レスリング                 | 女子48kg級               | 8月16日 |
| 銀メダル | 松永共広                            | レスリングフリースタイル   | 男子55kg級               | 8月19日 |
| 銀メダル | 塚原直貴 末續慎吾 髙平慎士 朝原宣治 | 陸上                       | 男子4×100mリレー         | 8月22日 |
| 銀メダル | 湯元健一                            | レスリングフリースタイル   | 男子60kg級               | 8月17日 |
| 銅メダル | 谷亮子                              | 柔道                       | 女子48kg級               | 8月9日  |
| 銅メダル | 中村美里                            | 柔道                       | 女子52kg級               | 8月10日 |
| 銅メダル | 松田丈志                            | 競泳                       | 男子200mバタフライ       | 8月13日 |
| 銅メダル | 中村礼子                            | 競泳                       | 女子200m背泳ぎ           | 8月16日 |
| 銅メダル | 永井清史                            | 自転車                     | 男子ケイリン             | 8月16日 |
| 銅メダル | 宮下純一 北島康介 藤井拓郎 佐藤久佳 | 競泳                       | 男子4×100mメドレーリレー | 8月17日 |
| 銅メダル | 浜口京子                            | レスリング                 | 女子72kg級               | 8月17日 |
| 銅メダル | 原田早穂 鈴木絵美子                 | シンクロナイズドスイミング | デュエット               | 8月20日 |

## 種目別選手・スタッフ名簿及び成績

### 陸上競技
総勢40名。男女マラソンは前年の世界陸上大阪大会を含む国内選考大会の結果により選出。室伏は世界陸上で日本陸上競技連盟が定めた選考基準を満たしたため選出。残る選手は日本選手権など国内選考対象大会の結果（とリレー競技のチーム出場権は国際陸上競技連盟が定めたランキング規定）により選出された。
- 監督：高野進（東海大学）
- ヘッドコーチ：木内敏夫（富士通）
- コーチ（マラソン）
  - 坂口泰（中国電力）
  - 清水康次（NTT西日本、指導する大崎悟史は出場辞退も競技自体は最終日だったため残った）
  - 武冨豊（天満屋）
  - 鈴木秀夫（三井住友海上火災保険）
  - 藤田信之（シスメックス、指導する野口みずきの出場辞退により途中離脱）
- コーチ（競歩）
  - 今村文男（富士通）
  - 鈴木従道（長谷川体育施設）
- コーチ（トラック）
  - 河野匡（大塚製薬）、苅部俊二（法政大学）
  - 永山忠幸（ワコールホールディングス）、宮下憲（筑波大学）
- コーチ（フィールド）
  - 越川一紀（順天堂大学）、米倉照恭（ニシ・スポーツ）
- 総務：在田宗悟（東日本旅客鉄道）、大嶋康弘（日本陸上競技連盟）
- トレーナー：曽我武史（TKC BODY DESIGN）、村田亜由美（リニアート）

#### ロード

##### 男子マラソン
- 尾方剛（中国電力）13位（2時間13分26秒）
- 佐藤敦之（中国電力）76位（2時間41分08秒）
- 大崎悟史（NTT西日本）練習中に股関節腱筋故障発生の為、レース前日に出場取り止め

##### 女子マラソン
- 中村友梨香（天満屋）13位（2時間30分19秒）
- 土佐礼子（三井住友海上火災保険）25km地点で途中棄権
- 野口みずき（シスメックス）練習中に左太股付け根の肉離れ等の故障発生で出場辞退

##### 男子競歩
- 谷井孝行（佐川急便）
  - 20km失格
  - 50km29位（4時間01分37秒）
- 森岡紘一朗（富士通）
  - 20km16位（1時間21分57秒）
- 山崎勇喜（長谷川体育施設）
  - 20km11位（1時間21分18秒）
  - 50km7位（3時間45分47秒）

##### 女子競歩
- 川崎真裕美（海老澤製作所）
  - 20km14位（1時間29分43秒）
- 小西祥子（大阪陸協）
  - 20km26位（1時間32分21秒）

#### 男子トラック
- 塚原直貴（富士通）
  - 100m準決勝敗退（1次予選33位10秒39、2次予選20位10秒23、準決勝13位10秒16）
  - 4×100mリレーメンバー（銀メダル）[1]
- 朝原宣治（大阪ガス）
  - 100m2次予選敗退（1次予選12位10秒25、2次予選36位10秒37）
  - 4×100リレーメンバー（銀メダル）[1]
- 内藤真人（ミズノ）
  - 110mハードル1次予選敗退（1次予選37位13秒96）
- 髙平慎士（富士通）
  - 200m2次予選敗退（1次予選9位20秒58、2次予選21位20秒63）
  - 4×100mリレーメンバー（銀メダル）[1]
- 末續慎吾（ミズノ）
  - 200m1次予選敗退（1次予選34位20秒93）
  - 4×100mリレーメンバー （銀メダル）[1]
- 金丸祐三（法政大学）
  - 400m予選敗退（予選43位46秒39）
- 成迫健児（ミズノ）
  - 400mハードル予選敗退（予選17位49秒63）
  - 4×400mリレーメンバー
- 為末大（アジアパートナーシップファンド）
  - 400mハードル予選敗退（予選19位49秒82）
  - 4×400mリレーメンバー
- 堀籠佳宏（富士通）
  - 4×400mリレーメンバー
- 安孫子充裕（筑波大学）
  - 4×400mリレーメンバー
- 齋藤仁志（筑波大学）
  - 4×100mリレーメンバー
  - 4×400mリレーメンバー（100・400共にリザーバー、出場機会なしだったが、リレーメンバーのサポート役として4×100mリレーの決勝前に「こんな素晴らしいチームのサポートができて光栄でした」と話した。）
- 岩水嘉孝（富士通）
  - 3000m障害予選敗退（予選26位8分29秒80）
- 竹澤健介（早稲田大学）
  - 5000m予選敗退（予選21位13分49秒42）
  - 10000m28位（28分23秒28）
- 松宮隆行（コニカミノルタ）
  - 5000m予選敗退（予選36位14分20秒24）
  - 10000m31位（28分39秒77）

- 4×100mリレー（塚原直貴、末続慎吾、高平慎士、朝原宣治）2位（予選3位38秒52、決勝3位38秒15）※IOC文書2018年12月7日付にて3位から2位に繰り上がり[2]。
- 4×400mリレー（安孫子充裕、為末大、堀籠佳宏、成迫健児）予選敗退（予選14位3分04秒18）

#### 女子トラック
- 福島千里（北海道ハイテクノロジー専門学校）
  - 100m1次予選敗退（1次予選47位11秒74）
- 丹野麻美（ナチュリルアスリートクラブ）
  - 400m予選敗退（予選28位52秒60）
  - 4×400mリレーメンバー
- 久保倉里美（新潟アルビレックスランニングクラブ）
  - 400mハードル準決勝敗退（予選11位55秒82、準決勝15位56秒69）
  - 4×400mリレーメンバー
- 木田真有（ナチュリルアスリートクラブ）
  - 4×400mリレーメンバー
- 青木沙弥佳（福島大学）
  - 4×400mリレーメンバー
- 早狩実紀（京都光華アスリートクラブ）
  - 3000m障害予選敗退（予選35位9分49秒70）
- 小林祐梨子（豊田自動織機）
  - 5000m予選敗退（予選16位・15分15秒87）
- 福士加代子（ワコール）
  - 5000m予選敗退（予選18位・15分20秒46）
  - 10000m11位（31分01秒14）
- 赤羽有紀子（ホクレン農業協同組合連合会）
  - 5000m予選敗退（予選25位・15分38秒30）
  - 10000m20位（32分00秒37）
- 渋井陽子（三井住友海上火災保険）
  - 10000m17位（31分31秒13）

- 4×400mリレー（久保倉里美、丹野麻美、木田真有、青木沙弥佳）予選敗退（予選15位3分30秒52）

#### フィールド

##### 男子
- 澤野大地 （ニシ・スポーツ）
  - 棒高跳予選敗退（予選16位5.55m）
- 醍醐直幸（富士通）
  - 走高跳予選敗退（予選36位2.15m）
- 村上幸史（スズキ）
  - やり投予選敗退（予選15位78.21m）
- 室伏広治（ミズノ）
  - ハンマー投5位[4]（予選5位78.16m、決勝5位80.71m）

##### 女子
- 池田久美子（スズキ）
  - 走幅跳予選敗退（予選19位6.47m）

### 水泳

#### 競泳
第84回日本選手権競泳部門において、日本水泳連盟が定めた独自の選考基準タイム（派遣標準記録）を突破し決勝で2位以内に入った選手が自動的に選出された。なお、自由形リレーについては、上位4人の合計タイムが団体選考基準を突破したことでチームとして代表に選出となった。また、派遣標準記録を突破していなくても、他種目で出場権を得ている場合にはエントリーする場合がある（この項では標準記録を突破していない種目に関しては（）にその種目を記載する）。
- 団長：佐野和夫（裕生）
- 監督：上野広治（日本水泳連盟）
- ヘッドコーチ：鈴木陽二（セントラルスポーツ）
- コーチ：金岡恒治（早稲田大学）、平井伯昌（東京SC）、田中孝夫（鹿屋体育大学）、倉澤利彰（日本大学）
- コーチ：久世由美子（中京大学）、八塚明憲（法政大学）、太田伸（枚方SS）、竹村吉昭（JSS長岡）
- コーチ：伊藤秀介（自衛隊体育学校）、道浦健寿（イトマンSS）、奥野景介（早稲田大学）
- 総務：村松さやか（日本水泳連盟）
- トレーナー：広橋憲子（筑波技術大学）、黄海匡士（日本医学柔整鍼灸専門学校、黄海接骨院）、栗田英行、桑井太陽（国立スポーツ科学センター）

##### 男子
- 入江陵介（近畿大学）
  - 200m背泳ぎ5位（予選7位1分57秒68、準決勝4位1分56秒35、決勝5位1分55秒72）
- 内田翔（群馬スイミングスクール）
  - （200m自由形）予選敗退（予選24位1分48秒34）
  - 4×200mフリーリレー
- 奥村幸大（イトマンスイミングスクール）
  - （200m自由形）7位（予選8位1分46秒89、準決勝6位1分46秒44、決勝7位1分47秒14）
  - （4×100mフリーリレー）
  - 4×200mフリーリレー
- 岸田真幸（アリゾナ州立大学）
  - 100mバタフライ予選敗退（予選26位52秒45）
  - （4×100mフリーリレー）
- 北島康介（日本コカ・コーラ）
  - 100m平泳ぎ 1位（予選2位59秒52、準決勝2位59秒55、決勝1位58秒91＝世界新記録）
  - 200m平泳ぎ 1位（予選6位2分09秒89、準決勝1位2分08秒61＝オリンピック新記録、決勝1位2分07秒64＝オリンピック新記録）
  - 4×100mメドレーリレー
- 佐藤久佳（日本大学）
  - 100m自由形予選敗退（予選40位49秒85）
  - （4×100mフリーリレー）
  - 4×100mメドレーリレー
- 柴田隆一（チーム・アリーナ）
  - 200mバタフライ準決勝敗退（予選11位1分55秒82、準決勝13位1分56秒17）
- 末永雄太（チーム・アリーナ）
  - 100m平泳ぎ準決勝敗退（予選13位1分00秒67、準決勝13位1分00秒67）
  - 200m平泳ぎ予選敗退（予選17位2分11秒30）
- 髙桑健（自衛隊体育学校）
  - 200m個人メドレー5位（予選4位1分58秒51、準決勝5位1分58秒49、決勝5位1分58秒22）
- 中野高（ミズノ）
  - 200m背泳ぎ予選敗退（予選21位1分59秒59）
- 藤井拓郎（早稲田大学）
  - 100mバタフライ6位（予選7位51秒50、準決勝7位51秒59、決勝6位51秒50）
  - 200m個人メドレー準決勝敗退（予選8位1分59秒19、準決勝10位1分59秒59）
  - 4×100mメドレーリレー
  - （4×100mフリーリレー）
- 松田丈志（ミズノ）
  - 200mバタフライ3位（予選4位1分55秒06、準決勝2位1分54秒02、決勝3位1分52秒97）
  - 400m自由形予選敗退（予選10位3分44秒99）
  - （1500m自由形）予選敗退（予選18位15分09秒17）
- 松本尚人（FREESTYLE）
  - 4×200mフリーリレー
- 宮下純一（ホリプロ）
  - 100m背泳ぎ8位（予選10位54秒12、準決勝7位53秒69、決勝8位53秒99）
  - 4×100mメドレーリレー
- 物延靖記（セントラルスポーツ）
  - 4×200mフリーリレー
- 森田智己（セントラルスポーツ）
  - 100m背泳ぎ準決勝敗退（予選12位54秒21、準決勝10位53秒95）

- 4×100mメドレーリレー 3位
  - 予選（宮下純一、北島康介、藤井拓郎、佐藤久佳）3位3分32秒81
  - 決勝（宮下純一、北島康介、藤井拓郎、佐藤久佳）3位3分31秒18
- 4×100mフリーリレー予選敗退
  - 予選（藤井拓郎、佐藤久佳、岸田真幸、奥村幸大）14位3分17秒28
- 4×200mフリーリレー7位
  - 予選（奥村幸大、内田翔、物延靖記、松本尚人）7位7分09秒12
  - 決勝（奥村幸大、内田翔、物延靖記、松本尚人）7位7分10秒31

##### 女子
- 伊藤華英（セントラルスポーツ）
  - 100m背泳ぎ8位（予選8位1分00秒16、準決勝7位1分00秒13、決勝1分00秒18）
  - 200m背泳ぎ準決勝敗退（予選14位2分10秒05、準決勝12位2分09秒86）
  - （4×100mメドレーリレー）
- 上田春佳（東京スイミングセンター）
  - （200m自由形）準決勝敗退（予選8位1分57秒64、準決勝13位1分58秒44）
  - （4×100mフリーリレー）
  - 4×200mフリーリレー
- 加藤ゆか（山梨学院大学）
  - 100mバタフライ予選敗退（予選23位58秒94）
  - （4×100mメドレーリレー）
- 金藤理絵（東海大学）
  - 200m平泳ぎ7位（予選5位2分24秒62、準決勝8位2分25秒65、決勝7位2分25秒14）
- 北川麻美（スウィン 大宮スイミングスクール）
  - （100m平泳ぎ）8位（予選15位1分08秒36、準決勝8位1分08秒23、決勝8位1分08秒43）
  - 200m個人メドレー6位（予選9位2分12秒47、準決勝8位2分12秒18、決勝6位2分11秒56）
    - 準決勝で同タイムの選手がいたため、準決勝スイムオフを行い1位2分12秒02で決勝進出

  - （4×100mリレー）
- 柴田亜衣（チーム・アリーナ）
  - （400m自由形）予選敗退（予選31位4分17秒96）
  - 800m自由形予選敗退（予選27位8分41秒63）
- 高鍋絵美（KSG 福岡カホスイミングスクール）
  - 4×200mフリーリレー
- 種田恵（JSS長岡スイミングスクール）
  - 100m平泳ぎ予選敗退（予選17位1分08秒45）
  - 200m平泳ぎ8位（予選6位2分24秒75、準決勝7位2分25秒42、決勝8位2分25秒23）
- 中西悠子（枚方スイミングスクール）
  - 100mバタフライ予選敗退（予選18位58秒61）
  - 200mバタフライ5位（予選3位2分06秒62、準決勝5位2分06秒96、決勝5位2分07秒32）
- 中村礼子（東京スイミングセンター）
  - 100m背泳ぎ 6位（予選2位59秒36、準決勝3位59秒64、決勝6位59秒72）
  - 200m背泳ぎ 3位（予選12位2分09秒77、4位2分08秒21、決勝3位2分07秒13）
  - （4×100mメドレーリレー）
- 春口沙緒里（大野城スイミングクラブ）
  - 400m個人メドレー予選敗退（予選27位4分45秒22）
- 藤野舞子（ファーストブレインインターナショナル）：
  - 400m個人メドレー予選敗退（予選11位4分37秒35）
  - （800m自由形）予選敗退（予選21位8分35秒60）
- 星奈津美（スウィン 大宮教育センター）
  - 200mバタフライ準決勝敗退（予選6位2分07秒02、準決勝10位2分07秒93）
- 三田真希（コナミスポーツ&ライフ西日本）
  - （200m自由形）予選敗退（予選21位1分59秒96）
  - （4×100mフリーリレー）
  - 4×200mフリーリレー
- 山口美咲（近畿大学）
  - （4×100mフリーリレー）
  - 4×200mフリーリレー

- 4×100mメドレーリレー6位
  - 予選（伊藤華英、北川麻美、加藤ゆか、上田春佳）6位3分59秒91
  - 決勝（中村礼子、北川麻美、加藤ゆか、上田春佳）6位3分59秒54
- 4×100mフリーリレー予選敗退
  - 予選（上田春佳、山口美咲、北川麻美、三田真希）9位3分39秒25
- 4×200mフリーリレー7位
  - 予選（上田春佳、山口美咲、高鍋絵美、三田真希）8位7分55秒63
  - 決勝（上田春佳、山口美咲、三田真希、高鍋絵美）7位7分57秒56

#### 飛込
- コーチ：馬渕崇英（JSS宝塚）、松本行夫（栃木県公園事務所）
- 寺内健（JSS宝塚スイミングスクール）
  - 板飛び込み11位（予選10位452.80、準決勝7位478.25、決勝11位442.50）
- 中川真依 （金沢学院大学）
  - 高飛び込み11位（予選9位331.40、準決勝10位314.60、決勝11位296.30）

#### シンクロナイズドスイミング
デュエットはテクニカルルーティン（TR）とフリールーティン（FR）を行い、合計点上位12チームが決勝進出。
決勝はFRのみを行い、予選TRと決勝FRの合計点で最終順位決定。
チームの順位はTR＋FRをそれぞれ一度のみ。その合計点が最終順位。
TRはEX（演技完遂度）とOI（演技構成、同調性、難易度）の合計点÷2
FRはTM（技術点）とAI（芸術点）の合計点÷2
チームリーダー：金子正子（日本水泳連盟）
- コーチ：小川眞佐代（東京シンクロクラブ）、鶴久由利子（浜寺水練学校）
- 総務：小山順子
- トレーナー：加藤知生（日立横浜病院）、吉沢剛（緑園ゆきひろ整形外科）

- 鈴木絵美子（東京シンクロクラブ、ミキハウス）：デュエット、チーム
- 原田早穂（東京シンクロクラブ、ミキハウス）：デュエット

以下全員チームのみ
- 青木愛（びわこ成蹊スポーツ大学）
- 石黒由美子（愛知教育大学大学院）
- 川嶋奈緒子（アール・ビー・ティーグループ、アクラブ調布）
- 小林寛美（阪和興業、浜寺水練学校）
- 小村恵里佳（小西医療器）
- 橘雅子（桃山学院大学、浜寺水練学校）
- 松村亜矢子（中京大学附属中京高等学校、ザクラブピア88）

- - デュエット3位

| 日程              | テクニカルルーティン            | フリールーティン                 | 総合点    |
| ----------------- | ------------------------------- | -------------------------------- | --------- |
| 予選TR（8月18日） | 3位48.250 (EX48.167) (OI48.333) |                                  |           |
| 予選FR（8月19日） |                                 | 3位48.500 (TM48.333) (AI 48.667) | 3位96.750 |
| 決勝FR（8月20日） |                                 | 3位48.917 (TM49.000) (AI 48.833) | 3位97.167 |

- - チーム5位

| 日程          | テクニカルルーティン            | フリールーティン                | 総合点    | 選手                                        |
| ------------- | ------------------------------- | ------------------------------- | --------- | ------------------------------------------- |
| TR（8月22日） | 4位48.167 (EX48.333) (OI48.000) |                                 |           | 鈴木、原田、石黒、川嶋 小林、小村、橘、松村 |
| FR（8月23日） |                                 | 6位47.167 (TM47.833) (AI48.500) | 5位95.334 | 鈴木、原田、青木、川嶋 小林、小村、橘、松村 |

(FRにおいてプール底面に選手の足が触れる反則があった為、TM＋AIから2点減点)

### サッカー

#### 男子
- 監督:反町康治（日本サッカー協会）
- コーチ：江尻篤彦、川俣則幸、矢野由治
- 技術スタッフ：菅原大介
- ドクター：加藤晴康
- トレーナー：山崎亨
- 総務：平井徹

| ポジション | 背番号 | 選手名   | 所属                   |
| ---------- | ------ | -------- | ---------------------- |
| GK         | 1      | 西川周作 | 大分トリニータ         |
| GK         | 18     | 山本海人 | 清水エスパルス         |
| DF         | 2      | 細貝萌   | 浦和レッドダイヤモンズ |
| DF         | 3      | 吉田麻也 | 名古屋グランパスエイト |
| DF         | 4      | 水本裕貴 | 京都サンガF.C.         |
| DF         | 5      | 長友佑都 | FC東京                 |
| DF         | 6      | 森重真人 | 大分トリニータ         |
| DF         | 7      | 内田篤人 | 鹿島アントラーズ       |
| DF         | 13     | 安田理大 | ガンバ大阪             |
| MF         | 8      | 本田拓也 | 清水エスパルス         |
| MF         | 10     | 梶山陽平 | FC東京                 |
| MF         | 12     | 谷口博之 | 川崎フロンターレ       |
| MF         | 14     | 香川真司 | セレッソ大阪           |
| MF         | 16     | 本田圭佑 | VVVフェンロー          |
| FW         | 9      | 豊田陽平 | モンテディオ山形       |
| FW         | 11     | 岡崎慎司 | 清水エスパルス         |
| FW         | 15     | 森本貴幸 | カルチョ・カターニア   |
| FW         | 17     | 李忠成   | 柏レイソル             |

| 日程                 |       |   | 前・後半    |   |                 | 得点者                                                                   |
| -------------------- | ----- | - | ----------- | - | --------------- | ------------------------------------------------------------------------ |
| 1次リーグ（8月7日）  | ●日本 | 0 | 0 - 0 0 - 1 | 1 | アメリカ合衆国○ | スチュアート・ホールデン（47分）                                         |
| 1次リーグ（8月10日） | ●日本 | 1 | 0 - 0 1 - 2 | 2 | ナイジェリア○   | ビクター・オビンナ（58分） ビクター・アニシェベ（74分） 豊田陽平（79分） |
| 1次リーグ（8月13日） | ●日本 | 0 | 0 - 0 0 - 1 | 1 | オランダ○       | ジェラルド・シボン（73分）PK                                             |

- - 1次リーグ3敗（予選落ち）

#### 女子
- 監督:佐々木則夫

| ポジション | 背番号 | 選手名     | 所属                               |
| ---------- | ------ | ---------- | ---------------------------------- |
| GK         | 1      | 福元美穂   | 岡山湯郷Belle                      |
| GK         | 18     | 海堀あゆみ | INACレオネッサ                     |
| DF         | 2      | 近賀ゆかり | 日テレ・ベレーザ                   |
| DF         | 3      | 池田浩美   | TASAKIペルーレFC                   |
| DF         | 4      | 岩清水梓   | 日テレ・ベレーザ                   |
| DF         | 7      | 安藤梢     | 浦和レッドダイヤモンズ・レディース |
| DF         | 14     | 矢野喬子   | 浦和レッドダイヤモンズ・レディース |
| DF         | 16     | 宇津木瑠美 | 日テレ・ベレーザ                   |
| MF         | 5      | 柳田美幸   | 浦和レッドダイヤモンズ・レディース |
| MF         | 6      | 加藤與恵   | 日テレ・ベレーザ                   |
| MF         | 8      | 宮間あや   | 岡山湯郷Belle                      |
| MF         | 10     | 澤穂希     | 日テレ・ベレーザ                   |
| MF         | 13     | 原歩       | INACレオネッサ                     |
| MF         | 15     | 阪口夢穂   | TASAKIペルーレFC                   |
| FW         | 9      | 荒川恵理子 | 日テレ・ベレーザ                   |
| FW         | 11     | 大野忍     | 日テレ・ベレーザ                   |
| FW         | 12     | 丸山桂里奈 | TEPCOマリーゼ                      |
| FW         | 17     | 永里優季   | 日テレ・ベレーザ                   |

| 日程                 |       |   | 前・後半    |   |                   | 得点者 |
| -------------------- | ----- | - | ----------- | - | ----------------- | --- |
| 1次リーグ（8月6日）  | △日本 | 2 | 0 - 1 2 - 1 | 2 | ニュージーランド△ | カースティ・ヤロップ（37分）PK アンバー・ハーン（56分） 宮間あや（72分）PK 澤穂希（86分）                          |
| 1次リーグ（8月9日）  | ●日本 | 0 | 0 - 1 0 - 0 | 1 | アメリカ合衆国○   | カーリー・ロイド（27分）                                                                                           |
| 1次リーグ（8月12日） | ○日本 | 5 | 1 - 1 4 - 0 | 1 | ノルウェー●       | グロ・クヌツェン（27分） 近賀ゆかり（31分） グニル・フロスタ（51分）O.G 大野忍（52分） 澤穂希（70分） 原歩（83分） |

- - 1次リーグ1勝1敗1分（G組3位）で決勝トーナメント進出

| 日程                 |       |   | 前・後半    |   |                 | 得点者 |
| -------------------- | ----- | - | ----------- | - | --------------- | --- |
| 準々決勝（8月15日）  | ○日本 | 2 | 1 - 0       | 0 | 中国●           | 澤穂希（15分） 永里優季（80分） |
| 準決勝（8月18日）    | ●日本 | 2 | 1 - 2       | 4 | アメリカ合衆国○ | 大野忍（17分） アンジェラ・ハクルズ（41分） ローリ・チャラプニー（44分） ヘザー・オライリー（71分） アンジェラ・ハクルズ（81分） 荒川恵理子（93分） |
| 3位決定戦（8月21日） | ●日本 | 0 | 0 - 0 0 - 2 | 2 | ドイツ○         | ファトミレ・バイラマイ（69分）、（87分） |

### テニス
- 監督：竹内映二（竹内庭球研究所）
- 総務：田島孝彦（日本テニス協会）

#### 男子
- 錦織圭（ソニー）シングルス1回戦敗退

| ●1回戦（8月11日） | 1 | 4 - 6 7 - 6 3 - 6 | 2 | Rainer Schuettler（ ドイツ） |

#### 女子
- 杉山愛（ワコール）シングルス1回戦敗退

| ●1回戦（8月11日） | 0 | 2 - 6 5 - 7 | 2 | ダニエラ・ハンチュコバ（ スロバキア） |

- 森田あゆみ（キヤノンマーケティングジャパン）シングルス2回戦敗退

| ○1回戦（8月12日） | 2 | 5 - 7 7 - 6 6 - 4 | 1 | Marina Erakovic（ ニュージーランド） |
| ●2回戦（8月12日） | 0 | 5 - 7 2 - 6       | 2 | 李娜（ 中国）                        |

- 杉山愛 & 森田あゆみダブルス2回戦敗退

| ○1回戦（8月12日） | 2 | 6 - 3       | 0 | Szavay Agnes · Arn Greta（ ハンガリー）                          |
| ●2回戦（8月15日） | 0 | 2 - 6 5 - 7 | 2 | セリーナ・ウィリアムズ ビーナス・ウィリアムズ（ アメリカ合衆国） |

### ホッケー

#### 女子
| 役職・ポジション | 背番号 | 選手名     | 所属                               |
| ---------------- | ------ | ---------- | ---------------------------------- |
| チームリーダー   |        | 河邉捷義   | コカ・コーラウエストロジスティクス |
| 監督             |        | 恩田昌史   | 天理大学                           |
| コーチ           |        | 柳承辰     | コカ・コーラウエストロジスティクス |
| コーチ           |        | 中村真理   | 京都府立京都すばる高等学校         |
| コーチ           |        | 常喜浩幸   | 米原市役所                         |
| トレーナー       |        | 瀧尻勝也   | 矢田整骨院                         |
| GK               | 1      | 岡村育子   | 駿河台大学コーチ                   |
| GK               | 22     | 吉川由華   | コカ・コーラウエストジャパン       |
| DF               | 2      | 三浦恵子   | ソニーイーエムシーエス一宮テック   |
| DF               | 5      | 木村千恵   | ソニーイーエムシーエス一宮テック   |
| DF               | 10     | 山本由佳理 | ソニーイーエムシーエス一宮テック   |
| DF               | 11     | 筑井利江   | 飯能市役所・飯能市教育委員会       |
| DF               | 14     | 加藤明美   | H・F・C-HANNO                      |
| DF               | 20     | 小櫻千奈美 | 天理大学                           |
| MF               | 4      | 小野真由美 | コカ・コーラウエストジャパン       |
| MF               | 6      | 駒澤李佳   | グラクソ・スミスクライン今市工場   |
| MF               | 13     | 岩尾幸美   | 玖珠町立玖珠中学校                 |
| FW               | 7      | 中川未由希 | 東海学院大学                       |
| FW               | 8      | 森本さかえ | 天理大学                           |
| FW               | 9      | 千葉香織   | ソニーイーエムシーエス一宮テック   |
| FW               | 15     | 小森皆実   | グラクソ・スミスクライン今市工場   |
| FW               | 18     | 小沢みさき | 富士大学大学院                     |

| 日程                 |       |   | 前・後半    |   |                   | 得点者 |
| -------------------- | ----- | - | ----------- | - | ----------------- | ------ |
| 1次リーグ（8月10日） | ○日本 | 2 | 2 - 1 0 - 0 | 1 | ニュージーランド● |        |
| 1次リーグ（8月12日） | △日本 | 1 | 1 - 0 0 - 1 | 1 | アメリカ合衆国△   |        |
| 1次リーグ（8月14日） | ●日本 | 1 | 0 - 0 1 - 2 | 2 | アルゼンチン○     |        |
| 1次リーグ（8月16日） | ●日本 | 1 | 0 - 1 1 - 1 | 2 | イギリス          |        |
| 1次リーグ（8月18日） | ●日本 | 0 | 0 - 0 0 - 1 | 1 | ドイツ○           |        |

- - 1次リーグ1勝3敗1分（B組5位で9-10位決定戦に進出）

| 日程                    |       |   | 前・後半    |   |       | 得点者 |
| ----------------------- | ----- | - | ----------- | - | ----- | ------ |
| 9-10位決定戦（8月20日） | ●日本 | 1 | 0 - 1 1 - 1 | 2 | 韓国○ |        |

### 野球
（2008年北京オリンピックの野球競技・日本代表も参照）
|                  | 背番号 | 選手名     | 所属                                                             |
| ---------------- | ------ | ---------- | ---------------------------------------------------------------- |
| 監督             | 77     | 星野仙一   | 全日本野球会議、阪神タイガースオーナー付シニアディレクター（SD） |
| 投手コーチ       | 72     | 大野豊     | 全日本野球会議、野球解説者                                       |
| 守備・走塁コーチ | 80     | 山本浩二   | 全日本野球会議、野球解説者                                       |
| 打撃コーチ       | 88     | 田淵幸一   | 全日本野球会議、野球解説者                                       |
| 技術             |        | 福田功     | 全日本野球会議                                                   |
| トレーナー       |        | 河野徳良   | 日本体育大学                                                     |
| 総務             |        | 加賀山昭宏 | 日本野球機構                                                     |
| 総務             |        | 中村勝彦   | 日本野球機構                                                     |
| 総務             |        | 中島隆夫   | 日本野球機構                                                     |

| 守備位置 | 背番号 | 選手名         | 所属球団                     |
| -------- | ------ | -------------- | ---------------------------- |
| 投手     | 11     | 川上憲伸       | 中日ドラゴンズ               |
| 投手     | 13     | 岩瀬仁紀       | 中日ドラゴンズ               |
| 投手     | 15     | 田中将大       | 東北楽天ゴールデンイーグルス |
| 投手     | 16     | 涌井秀章       | 埼玉西武ライオンズ           |
| 投手     | 17     | 成瀬善久       | 千葉ロッテマリーンズ         |
| 投手     | 18     | ダルビッシュ有 | 北海道日本ハムファイターズ   |
| 投手     | 19     | 上原浩治       | 読売ジャイアンツ             |
| 投手     | 21     | 和田毅         | 福岡ソフトバンクホークス     |
| 投手     | 28     | 藤川球児       | 阪神タイガース               |
| 投手     | 47     | 杉内俊哉       | 福岡ソフトバンクホークス     |
| 捕手     | 10     | 阿部慎之助     | 読売ジャイアンツ             |
| 捕手     | 22     | 里崎智也       | 千葉ロッテマリーンズ         |
| 捕手     | 39     | 矢野燿大       | 阪神タイガース               |
| 内野手   | 2      | 荒木雅博       | 中日ドラゴンズ               |
| 内野手   | 3      | 中島裕之       | 埼玉西武ライオンズ           |
| 内野手   | 6      | 宮本慎也       | 東京ヤクルトスワローズ       |
| 内野手   | 7      | 西岡剛         | 千葉ロッテマリーンズ         |
| 内野手   | 25     | 新井貴浩       | 阪神タイガース               |
| 内野手   | 52     | 川﨑宗則       | 福岡ソフトバンクホークス     |
| 内野手   | 55     | 村田修一       | 横浜ベイスターズ             |
| 外野手   | 23     | 青木宣親       | 東京ヤクルトスワローズ       |
| 外野手   | 31     | 森野将彦       | 中日ドラゴンズ               |
| 外野手   | 41     | 稲葉篤紀       | 北海道日本ハムファイターズ   |
| 外野手   | 46     | 佐藤隆彦       | 埼玉西武ライオンズ           |

- 予選リーグ（8月13日）

|          | 1 | 2 | 3 | 4 | 5 | 6 | 7 | 8 | 9 | R |
| -------- | - | - | - | - | - | - | - | - | - | - |
| 日本     | 0 | 0 | 1 | 0 | 1 | 0 | 0 | 0 | 0 | 2 |
| キューバ | 0 | 1 | 1 | 0 | 2 | 0 | 0 | 0 | x | 4 |

1. 勝利：ノルヘ・ベラ
2. セーブ：ペドロ・ラソ
3. 敗戦：ダルビッシュ有
4. 日本＝ダルビッシュ、成瀬、田中、藤川 - 里崎
 キューバ＝ノルヘ・ベラ、ペドロ・ラソ - アリエル・ペスタノ

- 予選リーグ（8月14日）

|                      | 1 | 2 | 3 | 4 | 5 | 6 | 7 | 8 | 9 | R |
| -------------------- | - | - | - | - | - | - | - | - | - | - |
| 日本                 | 0 | 0 | 0 | 0 | 1 | 1 | 0 | 0 | 4 | 6 |
| チャイニーズタイペイ | 0 | 0 | 0 | 1 | 0 | 0 | 0 | 0 | 0 | 1 |

1. 勝利：涌井秀章
2. 敗戦：倪福徳
3. 本塁打
 日本：阿部慎之助
4. 日本＝涌井、岩瀬、藤川、上原 - 阿部
 チャイニーズタイペイ＝許文雄、倪福徳、張誌家、曹錦輝、鄭凱文 - 陳峰民、葉君璋、高志綱

- 予選リーグ（8月15日）

|          | 1 | 2 | 3 | 4 | 5 | 6 | 7 | 8 | 9 | R |
| -------- | - | - | - | - | - | - | - | - | - | - |
| オランダ | 0 | 0 | 0 | 0 | 0 | 0 | 0 | 0 | 0 | 0 |
| 日本     | 4 | 0 | 0 | 0 | 0 | 0 | 0 | 2 | x | 6 |

1. 勝利：杉内俊哉
2. 敗戦：アレクサンダー・スミット
3. 本塁打
 日本：佐藤隆彦
4. オランダ＝アレクサンダー・スミット、ディホマール・マルクウェル、ミキエル・ファンカンペン - シドニー・デヨング
 日本＝杉内、田中、川上 - 阿部、矢野

- 予選リーグ（8月16日）

|      | 1 | 2 | 3 | 4 | 5 | 6 | 7 | 8 | 9 | R |
| ---- | - | - | - | - | - | - | - | - | - | - |
| 韓国 | 0 | 0 | 0 | 0 | 0 | 0 | 2 | 0 | 3 | 5 |
| 日本 | 0 | 0 | 0 | 0 | 0 | 2 | 0 | 0 | 1 | 3 |

1. 勝利：尹錫珉
2. セーブ：鄭大炫
3. 敗戦：岩瀬仁紀
4. 本塁打
 韓国：李大浩
 日本：新井貴浩
5. 韓国＝金廣鉉、尹錫珉、権奕、鄭大炫 - 陳甲龍
 日本＝和田、川上、岩瀬 - 阿部

- 予選リーグ（8月18日）

|        | 1 | 2 | 3 | 4 | 5 | 6 | 7 | 8 | 9 | R |
| ------ | - | - | - | - | - | - | - | - | - | - |
| 日本   | 0 | 0 | 0 | 0 | 1 | 0 | 0 | 0 | 0 | 1 |
| カナダ | 0 | 0 | 0 | 0 | 0 | 0 | 0 | 0 | 0 | 0 |

1. 勝利：成瀬善久
2. セーブ：上原浩治
3. 敗戦：クリス・ベッグ
4. 本塁打
 日本：稲葉篤紀
5. 日本＝成瀬、藤川、上原 - 里崎、矢野
 カナダ＝クリス・ベッグ、デービッド・デービッドソン、スティーブ・グリーン - クリス・ロビンソン、デービッド・コレント

- 予選リーグ（8月19日）7回コールド

|      | 1 | 2 | 3 | 4 | 5 | 6 | 7 | R  |
| ---- | - | - | - | - | - | - | - | -- |
| 中国 | 0 | 0 | 0 | 0 | 0 | 0 | 0 | 0  |
| 日本 | 0 | 3 | 1 | 0 | 0 | 6 | x | 10 |

1. 勝利：涌井秀章
2. 敗戦：王楠
3. 本塁打
 日本：西岡剛
4. 中国＝王楠、呂建剛、孫国強、郭有華 - 楊洋
 日本＝涌井 - 矢野

- 予選リーグ（8月20日）タイブレーク11回

|                | 1 | 2 | 3 | 4 | 5 | 6 | 7 | 8 | 9 | 10 | 11 | R |
| -------------- | - | - | - | - | - | - | - | - | - | -- | -- | - |
| アメリカ合衆国 | 0 | 0 | 0 | 0 | 0 | 0 | 0 | 0 | 0 | 0  | 4  | 4 |
| 日本           | 0 | 0 | 0 | 0 | 0 | 0 | 0 | 0 | 0 | 0  | 2  | 2 |

1. 勝利：ジェフ・スティーブンズ
2. セーブ：ケーシー・ウェザース
3. 敗戦：岩瀬仁紀
4. アメリカ合衆国＝トレバー・キャヒル Trevor Cahill、ジェレミー・カミングス Jeremy Cummings、ブライアン・ダンシング Brian Duensing、ブレイン・ニール Blaine Neal、ジェフ・スティーブンズ Jeff Stevens、ケーシー・ウェザース Casey Weathers - テーラー・ティーガーデンTaylor Teagarden
 日本＝ダルビッシュ、田中、川上、岩瀬 - 里崎

- - 予選リーグ4勝3敗（4位）で決勝トーナメント進出

- 準決勝（8月22日）

|      | 1 | 2 | 3 | 4 | 5 | 6 | 7 | 8 | 9 | R |
| ---- | - | - | - | - | - | - | - | - | - | - |
| 日本 | 1 | 0 | 1 | 0 | 0 | 0 | 0 | 0 | 0 | 2 |
| 韓国 | 0 | 0 | 0 | 1 | 0 | 0 | 1 | 4 | x | 6 |

1. 勝利：金廣鉉
2. 敗戦：岩瀬仁紀
3. 本塁打
 韓国：李承燁
4. 日本＝杉内、川上、成瀬、藤川、岩瀬、涌井 - 矢野
 韓国＝金廣鉉、尹錫珉 - 姜珉鎬

- -  韓国は決勝戦進出、 日本は3位決定戦

- 3位決定戦（8月23日）

|                | 1 | 2 | 3 | 4 | 5 | 6 | 7 | 8 | 9 | R |
| -------------- | - | - | - | - | - | - | - | - | - | - |
| 日本           | 1 | 0 | 3 | 0 | 0 | 0 | 0 | 0 | 0 | 4 |
| アメリカ合衆国 | 0 | 1 | 3 | 0 | 4 | 0 | 0 | 0 | x | 8 |

1. 勝利：ブレット・アンダーソン
2. 敗戦：川上憲伸
3. 本塁打
 日本：荒木雅博、青木宣親
 アメリカ合衆国：マット・ラポータ Matthew LaPorta、マシュー・ブラウン Matthew Brown、ジェイソン・ドナルド Jason Donald
4. 日本＝和田、川上、成瀬、ダルビッシュ - 阿部
 アメリカ合衆国＝ブレット・アンダーソン Brett Anderson、ケビン・ジェプセン Kevin Jepsen - テーラー・ティーガーデン Taylor Teagarden

### ソフトボール
| 役職・守備位置 | 背番号 | 選手名     | 所属                 |
| -------------- | ------ | ---------- | -------------------- |
| 団長           |        | 井川英福   | トヨタ自動車         |
| 監督           |        | 斎藤春香   | 日立ソフトウェア     |
| コーチ         |        | 浦野光史   | 日本ソフトボール協会 |
| コーチ         |        | 田本博子   | 日立ソフトウェア     |
| 投手           | 14     | 染谷美佳   | デンソー             |
| 投手           | 16     | 江本奈穂   | 豊田自動織機         |
| 投手           | 17     | 上野由岐子 | ルネサス高崎         |
| 投手           | 21     | 坂井寛子   | 太陽誘電             |
| 捕手           | 2      | 峰幸代     | ルネサス高崎         |
| 捕手           | 23     | 乾絵美     | ルネサス高崎         |
| 内野手         | 3      | 西山麗     | 日立ソフトウェア     |
| 内野手         | 4      | 三科真澄   | ルネサス高崎         |
| 内野手         | 7      | 藤本索子   | レオパレス21         |
| 内野手         | 8      | 廣瀬芽     | 太陽誘電             |
| 内野手         | 10     | 伊藤幸子   | トヨタ自動車         |
| 内野手         | 24     | 佐藤理恵   | レオパレス21         |
| 外野手         | 5      | 狩野亜由美 | 豊田自動織機         |
| 外野手         | 11     | 山田恵里   | 日立ソフトウェア     |
| 外野手         | 25     | 馬渕智子   | 日立ソフトウェア     |

- 予選リーグ 第1戦（8月12日）

|                | 1 | 2 | 3 | 4 | 5 | 6 | 7 | R |
| -------------- | - | - | - | - | - | - | - | - |
| オーストラリア | 0 | 3 | 0 | 0 | 0 | 0 | 0 | 3 |
| 日本           | 3 | 1 | 0 | 0 | 0 | 0 | X | 4 |

1. 勝利：上野由岐子
2. 敗戦：メラニー・ロシュ
3. 本塁打
 オーストラリア：ナタリー・ティトキューム、ジョディー・ボワリング
 日本：馬渕智子
4. オーストラリア＝メラニー・ロシュ、ジャスティン・スメサルト - ナタリー・ティトキューム
 日本＝上野由岐子 - 乾絵美

- 予選リーグ 第2戦（8月13日）

|                      | 1 | 2 | 3 | 4 | 5 | 6 | 7 | R |
| -------------------- | - | - | - | - | - | - | - | - |
| 日本                 | 0 | 0 | 0 | 1 | 1 | 0 | 0 | 2 |
| チャイニーズタイペイ | 0 | 0 | 0 | 0 | 0 | 0 | 1 | 1 |

1. 勝利：坂井寛子
2. 敗戦：頼聖蓉
3. 本塁打
 日本：馬渕智子
4. 日本＝坂井寛子 - 乾絵美、峰幸代
 チャイニーズタイペイ＝頼聖蓉、闕明慧、呉佳燕 - 東昀錡

- 予選リーグ 第3戦（8月14日）

|          | 1 | 2 | 3 | 4 | 5 | 6 | 7 | R |
| -------- | - | - | - | - | - | - | - | - |
| オランダ | 0 | 0 | 0 | 0 | 0 | 0 | 0 | 0 |
| 日本     | 2 | 0 | 0 | 0 | 1 | 0 | X | 3 |

1. 勝利：坂井寛子
2. 敗戦：ユディト・ファンカンペン
3. 本塁打
 日本：峰幸代
4. オランダ＝ユディト・ファンカンペン - エレン・フェンケル
 日本＝坂井寛子、江本奈穂 - 峰幸代

- 予選リーグ 第4戦（8月15日）5回コールド

|                | 1 | 2 | 3 | 4 | 5 | R |
| -------------- | - | - | - | - | - | - |
| アメリカ合衆国 | 4 | 0 | 0 | 3 | 0 | 7 |
| 日本           | 0 | 0 | 0 | 0 | 0 | 0 |

1. 勝利：モニカ・アボット
2. 敗戦：江本奈穂
3. 本塁打
 アメリカ合衆国：ナターシャ・ワトリー、ジェシカ・メンドサ×2、クリストル・ブストス
4. アメリカ合衆国＝モニカ・アボット - ステーシー・ヌーブマン
 日本＝江本奈穂、染谷美佳 - 峰幸代、乾絵美

- 予選リーグ 第5戦（8月16日）

|      | 1 | 2 | 3 | 4 | 5 | 6 | 7 | R |
| ---- | - | - | - | - | - | - | - | - |
| 日本 | 0 | 0 | 3 | 0 | 0 | 0 | 0 | 3 |
| 中国 | 0 | 0 | 0 | 0 | 0 | 0 | 0 | 0 |

1. 勝利：上野由岐子
2. 敗戦：呂偉
3. 本塁打
 日本：佐藤理恵
4. 日本＝上野由岐子、坂井 寛子 - 峰幸代、乾絵美
 中国＝呂偉、李琪 - 郭佳

- 予選リーグ 第6戦（8月17日）

|            | 1 | 2 | 3 | 4 | 5 | 6 | 7 | R |
| ---------- | - | - | - | - | - | - | - | - |
| ベネズエラ | 0 | 0 | 1 | 1 | 0 | 0 | 0 | 2 |
| 日本       | 0 | 0 | 0 | 1 | 4 | 0 | X | 5 |

1. 勝利：坂井寛子
2. 敗戦：マリアンジー・ボガード
3. 本塁打
 日本：山田恵里、馬渕智子
4. ベネズエラ＝ヨハンナ・ゴメス、マリアンジー・ボガード、マリアネラ・カステラノス - メイルズ・ロドリゲス
 日本＝坂井寛子 - 乾絵美

- 予選リーグ 最終・第7戦（8月18日）

|        | 1 | 2 | 3 | 4 | 5 | 6 | 7 | R |
| ------ | - | - | - | - | - | - | - | - |
| 日本   | 0 | 2 | 2 | 0 | 0 | 2 | 0 | 6 |
| カナダ | 0 | 0 | 0 | 0 | 0 | 0 | 0 | 0 |

1. 勝利：上野由岐子
2. 敗戦：ローレン・ベイリグーラ
3. 日本＝上野由岐子、染谷美佳 - 峰幸代
 カナダ＝ローレン・ベイ・レギュラ、ロビン・マッキン、ダニエル・ローリー - エリン・カンプストン

- - 予選リーグ6勝1敗（2位通過）

- 準決勝（8月20日）タイブレーク・延長9回

|                | 1 | 2 | 3 | 4 | 5 | 6 | 7 | 8 | 9 | R |
| -------------- | - | - | - | - | - | - | - | - | - | - |
| アメリカ合衆国 | 0 | 0 | 0 | 0 | 0 | 0 | 0 | 0 | 4 | 4 |
| 日本           | 0 | 0 | 0 | 0 | 0 | 0 | 0 | 0 | 1 | 1 |

1. 勝利：モニカ・アボット
2. 敗戦：上野由岐子
3. 本塁打
 アメリカ合衆国：クリストル・ブストス
4. アメリカ合衆国＝モニカ・アボット、キャット・オスターマン - ステーシー・ヌーブマン
 日本＝上野由岐子 - 峰幸代

- -  アメリカ合衆国は決勝戦進出、 日本は3位決定戦

- 3位決定戦（8月20日）タイブレーク・延長12回

|                | 1 | 2 | 3 | 4 | 5 | 6 | 7 | 8 | 9 | 10 | 11 | 12 | R |
| -------------- | - | - | - | - | - | - | - | - | - | -- | -- | -- | - |
| オーストラリア | 1 | 0 | 0 | 0 | 0 | 0 | 1 | 0 | 0 | 0  | 1  | 0  | 3 |
| 日本           | 0 | 0 | 0 | 2 | 0 | 0 | 0 | 0 | 0 | 0  | 1  | 1x | 4 |

1. 勝利：上野由岐子
2. 敗戦：ターニャ・ハーディング
3. 本塁打
 オーストラリア：ケリー・ワイボーン
 日本：広瀬芽
4. オーストラリア＝ジャスティン・スメサルト、ターニャ・ハーディング - ナタリー・ティトキューム
 日本＝上野由岐子 - 峰幸代

- -  日本は決勝戦進出、 オーストラリアは3位確定

- 決勝戦（8月21日）

|                | 1 | 2 | 3 | 4 | 5 | 6 | 7 | R |
| -------------- | - | - | - | - | - | - | - | - |
| 日本           | 0 | 0 | 1 | 1 | 0 | 0 | 1 | 3 |
| アメリカ合衆国 | 0 | 0 | 0 | 1 | 0 | 0 | 0 | 1 |

1. 勝利：上野由岐子
2. 敗戦：キャット・オスターマン
3. 本塁打
 日本：山田恵里
 アメリカ合衆国：クリストル・ブストス
4. 日本＝上野由岐子 - 峰幸代
 アメリカ合衆国＝キャット・オスターマン、モニカ・アボット - ステーシー・ヌーブマン

### 卓球
卓球は今大会より従来のダブルスに替わり国別の団体戦が実施された。全選手が団体以外にシングルスにもエントリー。
ITTF世界シングルスランキング1位-16位選手は3回戦から。17位－32位は2回戦から。33位以下の選手は1回戦から出場。
団体戦はシングルス2試合、ダブルス、シングルス2試合の順で全5試合。どちらかが先に3勝した時点で試合終了。
第3試合ダブルスの選手は第2試合終了時点で両チームの監督が発表。

#### 男子
- 監督：宮﨑義仁（日本卓球協会）
- コーチ：佐藤正喜（日産自動車）
- トレーナー：米澤和洋（アザー・スポーツ・パフォーマンス・システム）

- 韓陽（東京アート）4回戦敗退

| ○3回戦（8月21日） | 4 | 9 - 11 11 - 8 11 - 9 14 - 12 17 - 15 | 1 | アレクセイ・スミルノフ（ ロシア）● |
| ●4回戦（8月21日） | 1 | 6 - 11 11 - 9 8 - 11 5 - 11 4 - 11   | 4 | 王皓（ 中国）○                     |

- 岸川聖也（スヴェンソン）2回戦敗退

| ○1回戦（8月19日） | 4 | 11 - 9 9 - 11 11 - 6 8 - 11 11 - 5 11 - 9 | 2 | ペン・チャン（ カナダ）●       |
| ●2回戦（8月20日） | 1 | 11 - 7 9 - 11 4 - 11 4 - 11 3 - 11        | 4 | ルーウー・タン（ クロアチア）○ |

- 水谷隼（明治大学）3回戦敗退

| ○2回戦（8月20日） | 4 | 11 - 9 7 - 11 15 - 13 7 - 11 8 - 11 11 - 8 11 - 1 | 3 | ダミアン・エロワ（ フランス）○       |
| ●3回戦（8月21日） | 1 | 11 - 9 9 - 11 4 - 11 8 - 11 3 - 11                | 4 | カリニコス・クレアンガ（ ギリシャ）○ |

- 団体戦 敗者復活2回戦敗退

| ○1次リーグ（8月13日） | 3 | ○水谷隼          | 3 | 11 - 9 3 - 11 11 - 9 11 - 8 | 1 | セグン・トリオラ●                 | 0 | ナイジェリア |
| ○1次リーグ（8月13日） | 3 | ○韓陽            | 3 | 11 - 5 11 - 4 9 - 11 11 - 7 | 1 | Monday Merotohun●                 | 0 | ナイジェリア |
| ○1次リーグ（8月13日） | 3 | ○水谷隼 岸川聖也 | 3 | 11 - 9 11 - 9 11 - 7        | 0 | Kazeem Nosiru● Monday Merotohun × | 0 | ナイジェリア |

| ○1次リーグ（8月13日） | 3 | ○水谷隼          | 3 | 12 - 10 11 - 8 4 - 11 11 - 9  | 1 | ドミトリー・マズノフ●                        | 0 | ロシア● |
| ○1次リーグ（8月13日） | 3 | ○韓陽            | 3 | 11 - 2 10 - 12 11 - 5 14 - 12 | 1 | フェドール・クズミン●                        | 0 | ロシア● |
| ○1次リーグ（8月13日） | 3 | ○水谷隼 岸川聖也 | 3 | 11 - 4 11 - 6 11 - 5          | 0 | アレクセイ・スミルノフ● ドミトリー・マズノフ | 0 | ロシア● |

| ○1次リーグ（8月14日） | 3 | ○韓陽            | 3 | 11 - 5 11 - 8 11 - 13 11 - 9          | 1 | 高礼沢       | 1 | 香港● |
| ○1次リーグ（8月14日） | 3 | ○水谷隼          | 3 | 11 - 5 11 - 6 6 - 11 11 - 6           | 1 | 張鈺●        | 1 | 香港● |
| ○1次リーグ（8月14日） | 3 | ○水谷隼 岸川聖也 | 3 | 5 - 11 11 - 4 12 - 14 14 - 12 15 - 13 | 2 | 李静● 高礼沢 | 1 | 香港● |

- 1次リーグ3勝（D組1位）で決勝トーナメント進出

| ●準決勝（8月14日） | 2 | ●韓陽            | 2 | 7 - 11 13 - 11 11 - 13 11 - 9 10 - 12 | 3 | ドミトリー・オフチャロフ○                        | 3 | ドイツ○ |
| ●準決勝（8月14日） | 2 | ●水谷隼          | 1 | 5 - 11 11 - 8 4 - 11 7 - 11           | 3 | ティモ・ボル○                                    | 3 | ドイツ○ |
| ●準決勝（8月14日） | 2 | ○水谷隼 岸川聖也 | 3 | 4 - 11 11 - 6 11 - 9 14 - 12          | 1 | クリスティアン・ズース● ドミトリー・オフチャロフ | 3 | ドイツ○ |
| ●準決勝（8月14日） | 2 | ○韓陽            | 3 | 5 - 11 8 - 11 12 - 10 11 - 9 13 - 11  | 2 | クリスティアン・ズース●                          | 3 | ドイツ○ |
| ●準決勝（8月14日） | 2 | ●岸川聖也        | 2 | 7 - 11 12 - 10 6 - 11 11 - 8 5 - 11   | 3 | ティモ・ボル○                                    | 3 | ドイツ○ |

| ●敗者復活2回戦（8月17日） | 1 | ○韓陽            | 3 | 11 - 8 11 - 3 12 - 10               | 0 | ヴェルナー・シュラガー●      | 3 | オーストリア○ |
| ●敗者復活2回戦（8月17日） | 1 | ●水谷隼          | 0 | 4 - 11 12 - 14 7 - 11               | 3 | 陳衛星○                      | 3 | オーストリア○ |
| ●敗者復活2回戦（8月17日） | 1 | ●水谷隼 岸川聖也 | 2 | 9 - 11 11 - 6 6 - 11 11 - 5 12 - 14 | 3 | ロベルト・ガルドシュ○ 陳衛星 | 3 | オーストリア○ |
| ●敗者復活2回戦（8月17日） | 1 | ●韓陽            | 1 | 12 - 10 7 - 11 9 - 11 7 - 11        | 3 | ロベルト・ガルドシュ○        | 3 | オーストリア○ |

#### 女子
- 監督：近藤欽司（日本卓球協会）
- コーチ：村上恭和（日本生命保険）

- 選手：平野早矢香（ミキハウス）3回戦敗退

| ●3回戦（8月20日） | 1 | 12 - 14 1 - 11 12 - 10 7 - 11 12 - 14 | 4 | 高軍（ アメリカ合衆国）○ |

- 福岡春菜（中国電力）3回戦敗退

| ○2回戦（8月20日） | 4 | 11 - 9 11 - 7 11 - 9 11 - 5                  | 0 | ナンタナ・コムウォン（ タイ）● |
| ●3回戦（8月20日） | 2 | 9 - 11 16 - 14 10 - 12 14 - 12 9 - 11 7 - 11 | 4 | 金暻娥（ 韓国）○               |

- 福原愛（全日本空輸）4回戦敗退

| ○3回戦（8月20日） | 4 | 11 - 6 11 - 8 11 - 7 9 - 11 11 - 5 | 1 | フー・メレク（ トルコ）● |
| ●4回戦（8月21日） | 1 | 5 - 11 2 - 11 5 -11 11 - 9 8 - 11  | 4 | 張怡寧（ 中国）○         |

- 団体戦 4位

| ○1次リーグ（8月13日） | 3 | ○平野早矢香          | 3 | 11 - 7 11 - 6 11 - 5               | 0 | ジャンファン・レイ●                | 0 | オーストラリア● |
| ○1次リーグ（8月13日） | 3 | ○福原愛              | 3 | 11 - 9 9 - 11 11 - 9 6 - 11 11 - 4 | 2 | ミャオ・ミャオ●                    | 0 | オーストラリア● |
| ○1次リーグ（8月13日） | 3 | ○福岡春菜 平野早矢香 | 3 | 11 - 5 11 - 2 3 - 11 11 - 3        | 1 | ステファニー・サン● ミャオ・ミャオ | 0 | オーストラリア● |

| ○1次リーグ（8月14日） | 3 | ●福原愛              | 2 | 7 - 11 11 - 6 3 - 11 11 - 8 3-11     | 3 | ヤンフェイ・シェン○            | 2 | スペイン● |
| ○1次リーグ（8月14日） | 3 | ○平野早矢香          | 3 | 11 - 8 13 - 11 8 - 11 11 - 4         | 1 | ファン・ジュ                   | 2 | スペイン● |
| ○1次リーグ（8月14日） | 3 | ○福岡春菜 平野早矢香 | 3 | 11 - 5 11 - 1 11 - 4                 | 0 | ガリア・ドボラク● ファン・ジュ | 2 | スペイン● |
| ○1次リーグ（8月14日） | 3 | ●福岡春菜            | 2 | 12 - 10 11 - 7 7 - 11 9 - 11 15 - 17 | 3 | ヤンフェイ・シェン○            | 2 | スペイン● |
| ○1次リーグ（8月14日） | 3 | ○福原愛              | 3 | 11 - 6 11 - 6 6 - 11 7 - 11 11 - 7   | 2 | ガリア・ドボラク●              | 2 | スペイン● |

| ●1次リーグ（8月14日） | 0 | ●福原愛              | 0 | 8 - 11 6 - 11 5 - 11               | 3 | 唐汭序○        | 3 | 韓国○ |
| ●1次リーグ（8月14日） | 0 | ●平野早矢香          | 1 | 6 - 11 15 - 17 11 - 4 8 - 11       | 3 | 金暻娥○        | 3 | 韓国○ |
| ●1次リーグ（8月14日） | 0 | ●福岡春菜 平野早矢香 | 2 | 6 - 11 11 - 6 11 - 6 6 - 11 9 - 11 | 3 | 朴美英○ 金暻娥 | 3 | 韓国○ |

- - 1次リーグ1勝2敗（D組2位）で敗者復活戦へ

| ○敗者復活1回戦（8月15日） | 3 | ○福原愛              | 3 | 11 - 7 8 - 11 11 - 9 11 - 7 | 1 | リュウ・ジャ●              | 0 | オーストリア● |
| ○敗者復活1回戦（8月15日） | 3 | ○平野早矢香          | 3 | 9 - 11 11 - 7 11 - 9 11 - 6 | 1 | 李嬙冰●                    | 0 | オーストリア● |
| ○敗者復活1回戦（8月15日） | 3 | ○福岡春菜 平野早矢香 | 3 | 11 - 6 11 - 8 9 - 11 11 - 7 | 1 | ヴェロニカ・ハイネ● 李嬙冰 | 0 | オーストリア● |

| ○敗者復活2回戦（8月16日） | 3 | ●福岡春菜          | 0 | 2 - 11 10 - 12 10 - 12              | 3 | 帖雅娜○      | 2 | 香港 |
| ○敗者復活2回戦（8月16日） | 3 | ○福原愛            | 3 | 9 - 11 12 - 14 11 - 5 11 - 8 11 - 8 | 2 | 林菱●        | 2 | 香港 |
| ○敗者復活2回戦（8月16日） | 3 | ○福原愛 平野早矢香 | 3 | 7 - 11 9 - 11 11 - 7 11 - 8 11 - 9  | 2 | 柳絮飛● 林菱 | 2 | 香港 |
| ○敗者復活2回戦（8月16日） | 3 | ●福岡春菜          | 1 | 8 - 11 2 - 11 11 - 7 10 - 12        | 3 | 柳絮飛○      | 2 | 香港 |
| ○敗者復活2回戦（8月16日） | 3 | ○平野早矢香        | 3 | 12 - 10 11 - 6 11 - 8               | 0 | 帖雅娜●      | 2 | 香港 |

- - 敗者復活戦を勝ち抜き3位決定戦に進出

| ●3位決定戦（8月17日） | 0 | ●平野早矢香          | 1 | 9 - 11 4 - 11 11 - 7 10 - 12 | 1 | 金暻娥○        | 3 | 韓国 |
| ●3位決定戦（8月17日） | 0 | ●福原愛              | 1 | 4 - 11 11 - 13 11 - 7 3 - 11 | 3 | 唐汭序○        | 3 | 韓国 |
| ●3位決定戦（8月17日） | 0 | ●福岡春菜 平野早矢香 | 0 | 6 - 11 8 - 11 11 - 13        | 3 | 朴美英○ 金暻娥 | 3 | 韓国 |

### バドミントン
監督：朴柱奉（日本バドミントン協会）
コーチ：今井紀夫（日本体育大学）
男子
| 選手名                              | 種目       | 1回戦           | 2回戦                            | 3回戦                                             | 準々決勝                               | 準決勝          | 3位決定戦       | 決勝            | 順位 |
| 選手名                              | 種目       | 対戦相手 スコア | 対戦相手 スコア                  | 対戦相手 スコア                                   | 対戦相手 スコア                        | 対戦相手 スコア | 対戦相手 スコア | 対戦相手 スコア | 順位 |
| ----------------------------------- | ---------- | --------------- | -------------------------------- | ------------------------------------------------- | -------------------------------------- | --------------- | --------------- | --------------- | ---- |
| 佐藤翔治 (NTT東日本)                | シングルス |                 | シュリダール (IND) W 21-13 21-17 | ピーター・ゲード (DEN) L 21-19 20-22 15-21        | 敗退                                   | 敗退            | 敗退            | 敗退            | 9    |
| 池田信太郎 坂本修一 （日本ユニシス) | ダブルス   |                 |                                  | クー / タン (MAS) L 12-21 16-21                   | 敗退                                   | 敗退            | 敗退            | 敗退            | 9    |
| 舛田圭太 大束忠司 （トナミ運輸）    | ダブルス   |                 |                                  | ハディアント / ユリアント (INA) W 19-21 -14 21-14 | 李在珍 / 黄智万 (KOR) L 12-21 -18 9-21 | 敗退            | 敗退            | 敗退            | 5    |

女子
| 選手名                                                | 種目       | 1回戦                                      | 2回戦                       | 3回戦                                             | 準々決勝                               | 準決勝                              | 3位決定戦                           | 決勝            | 順位 |
| 選手名                                                | 種目       | 対戦相手 スコア                            | 対戦相手 スコア             | 対戦相手 スコア                                   | 対戦相手 スコア                        | 対戦相手 スコア                     | 対戦相手 スコア                     | 対戦相手 スコア | 順位 |
| ----------------------------------------------------- | ---------- | ------------------------------------------ | --------------------------- | ------------------------------------------------- | -------------------------------------- | ----------------------------------- | ----------------------------------- | --------------- | ---- |
| 廣瀬栄理子 （三洋電機）                               | シングルス | インゴルフスドッティル (ISL) W 21-6 19-7 r | ニュエン (VIE) W 21-7 21-12 | ピ・ホンヤン (FRA) L 12-21 -16 6-21               | 敗退                                   | 敗退                                | 敗退                                | 敗退            | 9    |
| 末綱聡子 前田美順 （NECセミコンダクターズ九州・山口） | ダブルス   |                                            |                             | ルイス / タナカ (AUS) W 21-4 21-8                 | 楊維 / 張潔雯 (CHN) W 8-21 23-21 21-14 | 李敬元 / 李孝貞 (KOR) L 20-22 15-21 | 魏軼力 / 張亜雯 (CHN) L 17-21 10-21 | 敗退            | 4    |
| 小椋久美子 潮田玲子 （三洋電機）                      | ダブルス   |                                            |                             | クリスチャンセン / ユール (DEN) W 18-21 -14 21-18 | 杜婧 / 於洋 (CHN) L 8-21 5-21          | 敗退                                | 敗退                                | 敗退            | 5    |

### バレーボール

#### インドア6人制
東京で行われた世界最終予選で男女とも出場権を獲得した。男子はバルセロナ大会以来16年ぶり、女子は2大会連続。
ユニフォームは通常背番号に加え姓をローマ字表記するが、姓以外の表記登録を行っている選手については別途記した。

##### 男子
| 役職・ポジション   | 背番号 | 選手名     | 表記登録 | 所属                       |
| ------------------ | ------ | ---------- | -------- | -------------------------- |
| チームリーダー     |        | 萩原秀雄   |          | 日本バレーボール協会       |
| 監督               |        | 植田辰哉   |          | 日本バレーボール協会       |
| コーチ             |        | 大竹秀之   |          | NECブルーロケッツ          |
| コーチ             |        | 久保義人   |          | 旭化成                     |
| ドクター           |        | 林光俊     |          | 杏林大学                   |
| 総務               |        | 井上義浩   |          | 朝日大学                   |
| ウイングスパイカー | 7      | 山本隆弘   |          | パナソニック・パンサーズ   |
| ウイングスパイカー | 8      | 荻野正二   |          | 主将、サントリーサンバーズ |
| ウイングスパイカー | 13     | 清水邦広   |          | 東海大学                   |
| ウイングスパイカー | 14     | 福澤達哉   |          | 中央大学                   |
| ウイングスパイカー | 16     | 石島雄介   | GOTTSU   | 堺ブレイザーズ             |
| ウイングスパイカー | 17     | 越川優     |          | サントリーサンバーズ       |
| ミドルブロッカー   | 1      | 齋藤信治   |          | 東レ・アローズ             |
| ミドルブロッカー   | 11     | 松本慶彦   |          | NECブルーロケッツ          |
| ミドルブロッカー   | 12     | 山村宏太   |          | サントリーサンバーズ       |
| セッター           | 5      | 宇佐美大輔 |          | パナソニック・パンサーズ   |
| セッター           | 18     | 朝長孝介   |          | 堺ブレイザーズ             |
| リベロ             | 15     | 津曲勝利   |          | サントリーサンバーズ       |

| ●1次リーグ（8月10日） | 1 | 19 - 25 18 - 25 25 - 23 17 - 25         | 3 | イタリア○       |
| ●1次リーグ（8月12日） | 1 | 27 - 29 25 - 23 21 - 23 19 - 25         | 3 | ブルガリア○     |
| ●1次リーグ（8月14日） | 2 | 20 - 25 23 - 25 25 - 17 25 - 16 10 - 15 | 3 | 中国○           |
| ●1次リーグ（8月16日） | 0 | 23 - 25 21 - 25 23 - 25                 | 3 | ベネズエラ○     |
| ●1次リーグ（8月18日） | 0 | 18 - 25 12 - 25 21 - 25                 | 3 | アメリカ合衆国○ |

- - 1次リーグ5敗（A組6位）で敗退

##### 女子
| 役職・ポジション   | 背番号 | 選手名     | 表記登録 | 所属                                         |
| ------------------ | ------ | ---------- | -------- | -------------------------------------------- |
| チームリーダー     |        | 成田明彦   |          | 東海大学                                     |
| 監督               |        | 柳本晶一   |          | 日本バレーボール協会                         |
| コーチ             |        | 番平守     |          | 日本バレーボール協会                         |
| ドクター           |        | 山口博     |          | 山口整形外科                                 |
| トレーナー         |        | 若森真樹   |          | 医療法人貴島会ダイナミックスポーツ医学研究所 |
| 総務               |        | 中村和美   |          | 日本バレーボール協会                         |
| 技術               |        | 渡辺啓太   |          | 日本バレーボール協会                         |
| ウイングスパイカー | 1      | 栗原恵     |          | パイオニアレッドウィングス                   |
| ウイングスパイカー | 5      | 高橋みゆき | SHIN     | NECレッドロケッツ                            |
| ウイングスパイカー | 9      | 狩野美雪   |          | 久光製薬スプリングス                         |
| ウイングスパイカー | 12     | 木村沙織   | SAORI    | 東レ・アローズ                               |
| ミドルブロッカー   | 2      | 多治見麻子 |          | パイオニアレッドウィングス                   |
| ミドルブロッカー   | 4      | 大村加奈子 |          | 久光製薬スプリングス                         |
| ミドルブロッカー   | 7      | 杉山祥子   |          | NECレッドロケッツ                            |
| ミドルブロッカー   | 11     | 荒木絵里香 | ERICA    | 東レ・アローズ                               |
| セッター           | 3      | 竹下佳江   |          | 主将、JTマーヴェラス                         |
| セッター           | 14     | 河合由貴   |          | JTマーヴェラス                               |
| リベロ             | 6      | 佐野優子   |          | 久光製薬スプリングス                         |
| レシーバー         | 8      | 櫻井由香   |          | デンソー・エアリービーズ                     |

| ●1次リーグ（8月9日）  | 1 | 20 - 25 25 - 20 19 - 25 21 - 25         | 3 | アメリカ合衆国○ |
| ○1次リーグ（8月11日） | 3 | 25 - 12 25 - 17 25 - 12                 | 0 | ベネズエラ●     |
| ○1次リーグ（8月13日） | 3 | 25 - 21 25 - 20 18 - 25 23 - 25 15 - 11 | 2 | ポーランド●     |
| ●1次リーグ（8月15日） | 0 | 17 - 25 22 - 25 22 - 25                 | 3 | キューバ○       |
| ●1次リーグ（8月17日） | 0 | 24 - 26 16 - 25 14 - 25                 | 3 | 中国○           |

- - 1次リーグ2勝3敗（A組4位）で決勝トーナメント進出

| ●順々決勝（8月19日） | 0 | 12 - 25 20 - 25 16 - 25 | 3 | ブラジル○ |

#### ビーチ
男女とも開催国・ 中国代表が上位に2チーム食い込んだことから、下位ながら出場権を確保した。
- 総監督：瀬戸山正二
- 監督：徳野涼子（日本ビーチ文化振興協会）
- コーチ：桐原勇人（日本バレーボール協会）

##### 男子
- 朝日健太郎（CHINTAI） & 白鳥勝浩（フリー）（男子五輪選考ランク23位）決勝トーナメント1回戦敗退

| ●1次リーグ（8月10日） | 0 | 18 - 21 18 - 21         | 2 | ユリウス・ブリンク、クリストフ・ディークマン（ ドイツ） ○    |
| ○1次リーグ（8月12日） | 2 | 21 - 15 23 - 25 15 - 11 | 1 | ブラム・ロネス、エミール・ブルスマ（ オランダ）              |
| ●1次リーグ（8月14日） | 1 | 15 - 21 21 - 19 16 - 18 | 2 | ジェイコブ・ギブ、ショーン・ローゼンタル（ アメリカ合衆国）○ |

- - 1次リーグ2勝1敗（F組2位で決勝トーナメント進出）

| ●決勝トーナメント1回戦（8月16日） | 0 | 21 - 23 15 - 21 | 2 | Marcio Araujo、Fabio Luiz（ ブラジル）○ |

##### 女子
- 佐伯美香（ダイキヒメッツ） & 楠原千秋（湘南ベルマーレスポーツクラブ）（女子五輪選考ランク22位）1次リーグ敗退

| ●1次リーグ（8月10日） | 0 | 12 - 15 15 - 21 | 2 | ケリー・ウォルシュ、ミスティ・メイトレーナー（ アメリカ合衆国） ○ |
| ●1次リーグ（8月12日） | 0 | 8 - 21 18 - 21  | 2 | ニラ・ホーケダル、イングリッド・トルレン（ ノルウェー）○          |
| ●1次リーグ（8月14日） | 0 | 18 - 21 17 - 21 | 2 | ダリシア・フェルナンデス、タマラ・ラレア（ キューバ）○            |

### 体操競技

#### 体操
- 男子監督：具志堅幸司（日本体育大学）
- 女子監督：塚原千恵子（朝日生命体操クラブ）
- 男子団体 - 団体総合2位（278.875点）
  - 冨田洋之（セントラルスポーツ） - 個人総合4位[5]、種目別：鉄棒6位、あん馬5位、床・平行棒・つり輪予選敗退
  - 内村航平（日本体育大学） - 個人総合2位、種目別：床5位、平行棒・鉄棒・つり輪・あん馬予選敗退
  - 坂本功貴（順天堂大学） - 個人総合予選通過[5]、種目別：床・平行棒・鉄棒・つり輪・あん馬予選敗退
  - 鹿島丈博（セントラルスポーツ） - 個人総合予選敗退、種目別：平行棒・鉄棒・あん馬予選敗退
  - 沖口誠（コナミスポーツ&ライフ） - 個人総合予選敗退、種目別：床予選敗退
  - 中瀬卓也（徳洲会体操クラブ） - 個人総合予選敗退、種目別：鉄棒5位、床・平行棒つり輪・あん馬予選敗退
- 女子団体 - 団体総合5位（176.700点）
  - 大島杏子（朝日生命体操クラブ） - 個人総合20位、種目別：床・段違い平行棒・平均台予選敗退
  - 上村美揮（朝日生命体操クラブ） - 個人総合予選敗退、種目別：床・段違い平行棒・平均台予選敗退
  - 美濃部ゆう（朝日生命体操クラブ） - 個人総合予選敗退、種目別：床・段違い平行棒予選敗退
  - 鶴見虹子（朝日生命体操クラブ） - 個人総合17位、種目別：平均台8位、床・段違い平行棒・平均台予選敗退
  - 新竹優子（羽衣学園高等学校） - 個人総合予選敗退、種目別：床・平均台予選敗退
  - 黒田真由（朝日生命体操クラブ） - 個人総合予選敗退、種目別：段違い平行棒・平均台予選敗退

#### 新体操
- チームリーダー：山﨑浩子
- ヘッドコーチ：五明みさ子
- 女子団体 - 予選敗退（予選10位）
  - 三澤樹知
  - 原千華
  - 坪井保菜美
  - 田中琴乃
  - 稲垣早織
  - 遠藤由華

#### トランポリン
- コーチ：岩下由利子（大阪トランポリンクラブ）

##### 男子
- 外村哲也（ザ・ビッグスポーツ） - 4位（予選:70.30点・5位、決勝:39.80点・4位）
- 上山容弘（インテリジェンス） - 予選敗退

##### 女子
- 廣田遥（阪南大学クラブ） - 予選敗退

### 柔道
- チームリーダー：吉村和郎（警視庁）
- 総務：南條充寿（仙台大学）
- ドクター：宮崎誠司（東海大学）
- ドクター：紙谷武（東京厚生年金病院）

#### 男子
- 監督：斉藤仁（国士舘大学）
- コーチ：山本洋祐（日本体育大学）
- コーチ：正木嘉美（天理大学）
- コーチ：持田達人（警視庁）
- コーチ：岡田弘隆（筑波大学）
- コーチ：中村行成（旭化成）体調不良により辞退
- トレーナー：杉山悠（グローバルスポーツ医学研究所）

- 平岡拓晃（了徳寺学園）60kg以下級2回戦敗退

| ●2回戦（8月9日） | 優勢 | ウィリアムズ・マレー（ アメリカ合衆国）○ |

- 内柴正人（旭化成）66kg以下級1位

| ○2回戦（8月10日） | 3分52秒・袖釣込腰 | Juan Jacinto Jimenez（ ドミニカ共和国）● |
| ○3回戦            | 優勢              | アラシュ・ミレスマイリ（ イラン）●       |
| ○4回戦            | 4分59秒・合わせ技 | Mirali Sharipov（ ウズベキスタン）●      |
| ○準決勝           | 優勢              | ヨルダニス・アレンシビア（ キューバ）●   |
| ○決勝             | 1分08秒・縦四方固 | バンジャマン・ダルベレ（ フランス）●     |

- 金丸雄介（了徳寺学園）73kg以下級敗者復活3回戦敗退

| ●1回戦（8月11日） | 2分27秒・払巻込           | アリ・マロマト（ イラン）○              |
| ○敗者復活1回戦    | 優勢                      | ジョアン・ピナ（ ポルトガル）●          |
| ○敗者復活2回戦    | 優勢 （ゴールデンスコア） | Dashdavaa Gantumur（ モンゴル）●        |
| ●敗者復活3回戦    | 4分04秒・合わせ技         | ディルク・バンティヘルト（ ベルギー） ○ |

- 小野卓志（了徳寺学園）81kg以下級2回戦敗退

| ●2回戦（8月12日） | 優勢 | ティアゴ・カミロ（ ブラジル）○ |

- 泉浩（旭化成）90kg以下級2回戦敗退

| ○1回戦（8月13日） | 優勢 （ゴールデンスコア） | Daniel Kelly（ オーストラリア）●         |
| ●2回戦            | 1分36秒・朽木倒           | アンドレイ・カズショナク（ ベラルーシ）○ |

- 鈴木桂治（平成管財）100kg以下級敗者復活1回戦敗退

| ●1回戦（8月14日） | 1分26秒・双手刈 | ナイダン・ツブシンバヤル（ モンゴル）○ |
| ●敗者復活1回戦    | 34秒・横落      | ベンヤミン・ベールラ（ ドイツ）○       |

- 石井慧（国士舘大学）100kg超級1位

| ○2回戦（8月15日） | 3分23秒・内股     | パオロ・ビアンケシ（ イタリア）●             |
| ○3回戦            | 2分41秒・大内刈   | イスラーム・エルシャハビ（ エジプト）●       |
| ○4回戦            | 4分44秒・横四方固 | タメルラン・トメノフ（ ロシア）●             |
| ○準決勝           | 4分49秒・上四方固 | ラシャ・グジェジアニ（ ジョージア）●         |
| ○決勝             | 優勢              | アブドゥロ・タングリエフ（ ウズベキスタン）● |

#### 女子
- 監督：日蔭暢年（ミキハウス）
- コーチ：松岡義之（コマツ）
- コーチ：酒井英幸（自衛隊体育学校）
- コーチ：岡泉茂（新日本製鐵）
- コーチ：園田隆二（警視庁）
- トレーナー：山﨑篤之（グローバルスポーツ医学研究所）

- 谷亮子（トヨタ自動車）48kg以下級3位

| ○1回戦（8月9日） | 優勢                      | サヤカ・マツモト（ アメリカ合衆国）● |
| ○2回戦           | 優勢 （ゴールデンスコア） | 呉樹根（ 中国）●                     |
| ○3回戦           | 優勢                      | パウラ・パレト（ アルゼンチン）●     |
| ●準決勝          | 優勢                      | アリナ・ドゥミトル（ ルーマニア）○   |
| ○3位決定戦       | 2分27秒・払い腰           | リュドミラ・ボグダノワ（ ロシア）●   |

- 中村美里（三井住友海上火災保険）52kg以下級3位

| ○2回戦（8月10日） | 優勢 ゴールデンスコア | ロミー・タラングル（ ドイツ）  |
| ○3回戦            | 優勢                  | イルス・ヘイレン（ ベルギー）● |
| ●準決勝           | 優勢                  | 安琴愛（ 北朝鮮）○             |
| ○3位決定戦        | 1分13秒・合わせ技     | 金京玉（ 韓国）●               |

- 佐藤愛子（了徳寺学園）57kg以下級敗者復活3回戦敗退

| ○2回戦（8月11日） | 3分10秒・縦四方固 | キファヤト・ガシモワ（ アゼルバイジャン）● |
| ●3回戦            | 優勢              | 許岩（ 中国）○                             |
| ○敗者復活2回戦    | 3分・横四方固     | Nina Koivumaki（ フィンランド）●           |
| ●敗者復活3回戦    | 1分・払腰         | ケトレイン・クアドロス（ ブラジル）○       |

- 谷本歩実（小松製作所）63kg以下級1位

| ○2回戦（8月12日） | 1分40秒・横四方固 | Ysis Barreto（ ベネズエラ）●         |
| ○3回戦            | 2分42秒・上四方固 | 孔慈英（ 韓国）●                     |
| ○準決勝           | 3分34秒・横四方固 | ドリュリス・ゴンサレス（ キューバ）● |
| ○決勝             | 1分26秒・内股     | リュシ・ドコス（ フランス）●         |

- 上野雅恵（三井住友海上火災保険）70kg以下級1位

| ○1回戦（8月13日） | 5分・上四方固    | 朴佳軟（ 韓国）●                       |
| ○2回戦            | 4分2秒・内股     | 王娟（ 中国）●                         |
| ○3回戦            | 1分4秒・合わせ技 | アネット・メサロシュ（ ハンガリー）●   |
| ○準決勝           | 優勢             | エディス・ボッシュ（ オランダ）●       |
| ○決勝             | 46秒・朽木倒     | アナイシス・エルナンデス（ キューバ）● |

- 中澤さえ（綜合警備保障）78kg以下級2回戦敗退

| ●2回戦（8月14日） | 優勢 | ルチア・モリコ（ イタリア）○ |

- 塚田真希（綜合警備保障）78kg超級2位

| ○2回戦（8月15日） | 3分20秒・大外刈     | アン＝ソフィー・モンディエール（ フランス）● |
| ○3回戦            | 1分24秒・横四方固   | バネッサ・サンボッティ（ メキシコ）●         |
| ○準決勝           | 3分54秒・横四方固   | ルツィヤ・ポラウデル（ スロベニア）●         |
| ●決勝             | 4分52秒・一本背負投 | 佟文（ 中国）○                               |

### テコンドー
監督：金天九（全日本テコンドー協会）
ドクター：佐田正二郎（佐田整形外科病院）
- 岡本依子（東京都テコンドー協会）女子67kg級1回戦敗退
  - 8月22日：●1回戦（優勢0 - 3）ブナブドラスル（ モロッコ）○

### ボクシング
- 監督：本博国（自衛隊体育学校）
- コーチ：中園健治（自衛隊体育学校）
- コーチ：福島修（医療法人福島会）

| 選手名                      | 種目               | 1回戦           | 2回戦                    | 準々決勝        | 準決勝          | 決勝            | 決勝 |
| 選手名                      | 種目               | 対戦相手 スコア | 対戦相手 スコア          | 対戦相手 スコア | 対戦相手 スコア | 対戦相手 スコア |      |
| --------------------------- | ------------------ | --------------- | ------------------------ | --------------- | --------------- | --------------- | ---- |
| 清水聡 （駒澤大学）         | フェザー級         | BYE             | キリク (TUR) L 9-12      | 敗退            | 敗退            | 敗退            |      |
| 川内将嗣 （自衛隊体育学校） | ライトウェルター級 | BYE             | ブンジュモン (THA) L 1-8 | 敗退            | 敗退            | 敗退            |      |

### レスリング
- 監督：富山英明（日本大学）
- コーチ：栄和人（中京女子大学）

#### 男子
- 笹本睦（綜合警備保障）グレコローマン60キロ級2回戦敗退（10位）

| ○1回戦（8月12日） | 判定 | カレン・ムナツァカニャン（ アルメニア）● |
| ●2回戦            | 判定 | アルメン・ナザリャン（ ブルガリア）○     |

- 松本慎吾（一宮運輸）グレコローマン84キロ級1回戦敗退（15位）

| ●1回戦（8月14日） | 判定 | デニス・フォロフ（ アルメニア）○ |

- 加藤賢三（陸上自衛隊）グレコローマン96キロ級1回戦敗退（19位）

| ●1回戦（8月14日） | 判定 | ダイゴロ・テモンチニ（ イタリア）○ |

- 松永共広（綜合警備保障）フリースタイル55キロ級2位

| ○1回戦（8月19日） | フォール | アダマ・ディアッタ（ セネガル）●             |
| ○2回戦            | 判定     | セザル・アクグル（ トルコ）●                 |
| ○3回戦            | 判定     | ディルショド・マンスロフ（ ウズベキスタン）● |
| ○準決勝           | フォール | ベシク・クドゥホフ（ ロシア）●               |
| ●決勝             | 判定     | ヘンリー・セジュード（ アメリカ合衆国）○     |

- 湯元健一（日本体育大学助手）フリースタイル60キロ級2位 ※2017年7月、3位から2位に繰り上がり[3]。

| ○2回戦（8月19日） | フォール | ビタリ・コリャキン（ タジキスタン）●   |
| ○3回戦            | 判定     | ヨゲシュワー・ダット（ インド）●       |
| ●準決勝           | 判定     | ワシル・フェドルイシン（ ウクライナ）○ |
| ○3位決定戦        | 判定     | バザル・バザルグレエフ（ キルギス）●   |

- 池松和彦（福岡大学）フリースタイル66キロ級2回戦敗退（13位）

| ●2回戦（8月20日） | 判定 | オタリ・トゥシシビリ（ ジョージア）○ |

#### 女子
- 伊調千春（綜合警備保障）フリースタイル48キロ級2位

| ○2回戦（8月16日） | 判定     | 黎笑媚（ 中国）●                     |
| ○3回戦            | フォール | イリーナ・メルレニ（ ウクライナ）●   |
| ○準決勝           | 判定     | クラリサ・チャン（ アメリカ合衆国）● |
| ●決勝             | 判定     | キャロル・ハイン（ カナダ）○         |

- 吉田沙保里（綜合警備保障）フリースタイル55キロ級1位

| ○1回戦（8月16日） | 判定     | イダ=テレス・ネレル（ スウェーデン）● |
| ○2回戦            | 判定     | ナタリア・ゴルツ（ ロシア）●          |
| ○準決勝           | 判定     | トーニャ・バービーク（ カナダ）●      |
| ○決勝             | フォール | 許莉（ 中国）●                        |

- 伊調馨（綜合警備保障）フリースタイル63キロ級1位

| ○2回戦（8月17日） | フォール | オレシア・ザムラ（ アゼルバイジャン）● |
| ○3回戦            | フォール | ランディ・ミラー（ アメリカ合衆国）●   |
| ○準決勝           | 判定     | マーティン・ダグレニアー（ カナダ）●   |
| ○決勝             | 判定     | アレーナ・カルタショワ（ ロシア）●     |

- 浜口京子（ジャパンビバレッジ）フリースタイル72キロ級3位

| ○1回戦（8月17日） | 判定     | エレーナ・ペレペルキナ（ ロシア）●       |
| ○2回戦            | フォール | ホザンジェラ・コンセイソン（ ブラジル）● |
| ●準決勝           | フォール | 王嬌（ 中国）○                           |
| ○3位決定戦        | 判定     | アリ・バーナード（ アメリカ合衆国）●     |

### カヌー
監督：木場修（トレーディングジャパン）
コーチ：イスパス・オクタビアン・バジル（日本カヌー連盟）
コーチ：ユーライ・オントコ（スロバキアカヌー連盟ジュニアヘッドコーチ）
コーチ：馬場昭江（ジャスコ中仙店）
コーチ：松代尚也（フラットウォーター）

#### 男子
- スラローム・カヤックシングル
  - 矢澤一輝（駿河台大学） - 予選敗退（予選:179.87ポイント・18位）
- スラローム・カナディアンシングル
  - 羽根田卓也（羽根田設計事務所） - 予選敗退（予選:186.32ポイント・14位）
- スラローム・カナディアンペア
  - 三馬正敏（徳島県カヌー協会）、長尾寛征（徳島県カヌー協会） - 準決勝敗退（予選:212.56・10位、準決勝:110.10・9位）

#### 女子
- スラローム・カヤックシングル
  - 竹下百合子（早稲田大学） - 4位（予選:224.71ポイント・15位、準決勝:107.86ポイント・6位、決勝:219.30ポイント・4位）
- フラットウォーター・カヤックシングル500m
  - 北本忍（富山県体育協会） - 準決勝敗退（予選:1分52秒148・4位、準決勝:2分01秒105・9位）
- フラットウォーター・カヤックペア500m
  - 北本忍、竹屋美紀子（山形県立谷地高等学校教員） - 5位（予選:1分46秒980・6位、準決勝:1分43秒541・1位、決勝:1分43秒291・5位）
- フラットウォーター・カヤックフォア500m
  - 北本忍、久野綾香（久野製作所）、竹屋美紀子、鈴木祐美子（プロティア・ジャパン） - 6位（予選:1分38秒618・5位、準決勝:1分37秒449・2位、決勝:1分36秒465・6位）

### セーリング
監督：中村健次（関東自動車工業）

コーチ：小松一憲（アビームコンサルティング株式会社）
- 飯島洋一（飯島木型）：男子レーザー級 - 35位（235.0ポイント）
- 富沢慎（関東自動車工業）：男子RS-X級 - 10位（116.0ポイント）
- 松永鉄也・上野太郎（スリーボンド）：男子470級 - 7位（97.0ポイント）
- 小菅寧子（ジェイ・ウィル・パートナーズ）：女子RS-X級 - 13位（102.0ポイント）
- 近藤愛・鎌田奈緒子（アビーム）：女子470級 - 14位（93.0ポイント）
- 石橋顕・牧野幸雄（福岡ヨットクラブ）：男女混成49er級 - 12位（103.0ポイント）

### ボート
監督：細淵雅邦（株式会社 三和）

#### 男子
- 軽量級ダブルスカル
  - 浦和重（NTT東日本東京）、武田大作（ダイキ） - 13位

#### 女子
- 軽量級ダブルスカル
  - 岩本亜希子（アイリスオーヤマ）、熊倉美咲（戸田中央総合病院） - 9位

### ウエイトリフティング
- 男子監督：小宮山哲雄（山梨県立吉田高等学校）
- 女子監督：長谷場久美（金沢学院大学）
- コーチ：西澤勝美（自衛隊体育学校）

#### 男子
- 堰川康信（自衛隊体育学校）【56kg級】 - 11位（スナッチ114kg、ジャーク142kg、トータル256kg）
- 山田政晴（群馬綜合ガードシステム）【56kg級】 - 9位（スナッチ106kg、ジャーク153kg、トータル259kg）
- 新谷義人（金沢学院大学職員）【69kg級】 - 10位（スナッチ135kg、ジャーク175kg、トータル310kg）

#### 女子
- 三宅宏実（法政大学）【48kg級】 - 4位（スナッチ80kg、ジャーク105kg、トータル185kg） ※2018年11月、6位から4位へ繰り上がり[2]。
- 大城みさき（エコツーサポート沖縄）【48kg級】 - 6位（スナッチ80kg、ジャーク92kg、トータル172kg） ※2018年11月、8位から6位へ繰り上がり[2]。
- 斎藤里香（金沢学院東高等学校）【69kg級】 - 6位（スナッチ87kg、ジャーク122kg、トータル209kg） ※2018年11月、8位から6位へ繰り上がり[2]。

### 自転車
- 監督:フレデリック・マニェ（日本自転車競技連盟）
- コーチ:三浦恭資（日本自転車競技連盟） 、西井匠

#### ロードレース
男子
- 個人ロードレース
  - 宮澤崇史 （梅丹本舗・GDR・エキップアサダ） - 85位 (6時間35分14秒、+31分35秒)
  - 別府史之 （スキルシマノ） - DNF

- 個人タイムトライアル
  - 別府史之 （スキルシマノ） - 39位 (1時間11分05秒、+8分54秒)

女子
- 個人ロードレース
  - 沖美穂 （ワナビー） - 31位 (3時間33分17秒、+53秒)

#### トラックレース
男子
- チームスプリント
  - 長塚智広（日本競輪選手会）、渡邉一成（日本競輪選手会）、永井清史（日本競輪選手会） - 6位 (予選:44秒454・6位、1回戦:44秒437・6位)
- ポイントレース
  - 飯島誠（チームブリヂストン・アンカー） - 8位 (23ポイント)
- ケイリン
  - 永井清史（日本競輪選手会） -  (予選3組:2着、敗者復活3組:1着、準決勝2組:2着、決勝:3着)
  - 伏見俊昭（日本競輪選手会） - 敗者復活戦敗退 (予選1組:3着、敗者復活1組:4着)
- スプリント
  - 渡邉一成（日本競輪選手会） - 12位 (予選:10秒346・11位、1回戦8組: ロベルト・キアッパ・0-1、1回戦敗者復活3組:1着、2回戦1組: クリス・ホイ・0-1、2回戦敗者復活1組:2着、9-12位決定戦:4着)
  - 北津留翼（日本競輪選手会） - 1回戦敗者復活戦敗退 (予選:10秒391・14位、1回戦5組: ミカエル・ブルガン・0-1、1回戦敗者復活2組:2着)

女子
- ポイントレース
  - 和田見里美（中京大学） - DNF
- スプリント
  - 佃咲江（北海商科大学研究生） - 12位 (予選:12秒134・12位、1回戦: ヴィクトリア・ペンドルトン・0-1、敗者復活戦1組:3着、9-12位決定戦:4着)

#### マウンテンバイク
男子
- クロスカントリー
  - 山本幸平（チームブリヂストン・アンカー） - 3周遅れ

女子
- クロスカントリー
  - 片山梨絵 （スペシャライズド） - 1周遅れ

#### BMX
男子
- レーシング
  - 阪本章史（アンオーソライズド） - 予選敗退 (予選1組:1回戦・5着、2回戦・8着、3回戦・6着、着順点・19点)

### 馬術
- チームリーダー：千玄室（裏千家先代家元）
- 監督：長島修二（ソニー生命保険）

総合馬術個人
- 大岩義明（日東光学） - 49位（予選敗退）

障害飛越個人
- 杉谷泰造（杉谷乗馬クラブ） - 29位（決勝Aラウンド敗退）
- 佐藤英賢（明松寺馬事公苑） - 51位（2次予選敗退）

馬場馬術個人
- 法華津寛（アバロン・ヒルサイドファーム） - 35位（個人グランプリ敗退）
- 八木三枝子（新大宗ドレッサージュチーム） - 42位（個人グランプリ敗退）
- 北井裕子（アシェンダ乗馬学校） - 45位（個人グランプリ敗退）

馬場馬術団体
- 法華津、八木、北井 - 10位

### フェンシング
監督：江村宏二（大分県教育委員会）
男子
| 選手名                  | 種目         | 1回戦                        | 2回戦               | 3回戦                        | 準々決勝               | 準決勝                 | 決勝                        | 決勝   |
| 選手名                  | 種目         | 対戦相手 スコア              | 対戦相手 スコア     | 対戦相手 スコア              | 対戦相手 スコア        | 対戦相手 スコア        | 対戦相手 スコア             | 順位   |
| ----------------------- | ------------ | ---------------------------- | ------------------- | ---------------------------- | ---------------------- | ---------------------- | --------------------------- | ------ |
| 西田祥吾 (鹿児島クラブ) | エペ個人     | イノストローサ (CHI) L 11-15 | 敗退                | 敗退                         | 敗退                   | 敗退                   | 敗退                        |        |
| 千田健太 (宮城クラブ)   | フルーレ個人 |                              | 劉国堅 (HKG) W 15-6 | クライブリンク (GER) L 10-15 | 敗退                   | 敗退                   | 敗退                        | 11     |
| 太田雄貴 (京都クラブ)   | フルーレ個人 |                              | ソウザ (BRA) W 15-4 | 崔秉哲 (KOR) W 15-14         | ヨピッヒ (GER) W 15-12 | サンツォ (ITA) W 15-14 | クライブリンク (GER) L 9-15 | Silver |
| 小川聡 (NEXUS)          | サーブル個人 | ケイタ (SEN) L 14-15         | 敗退                | 敗退                         | 敗退                   | 敗退                   | 敗退                        |        |

女子
| 選手名                                | 種目         | 1回戦           | 2回戦                        | 3回戦                    | 準々決勝             | 準決勝          | 決勝            | 決勝 |
| 選手名                                | 種目         | 対戦相手 スコア | 対戦相手 スコア              | 対戦相手 スコア          | 対戦相手 スコア      | 対戦相手 スコア | 対戦相手 スコア | 順位 |
| ------------------------------------- | ------------ | --------------- | ---------------------------- | ------------------------ | -------------------- | --------------- | --------------- | ---- |
| 原田めぐみ (山形県体育協会)           | エペ個人     |                 | パーキンソン (AUS) W 15-9    | ブランザ (ROU) L 11-15   | 敗退                 | 敗退            | 敗退            |      |
| 菅原智恵子 (宮城県気仙沼高等学校教諭) | フルーレ個人 |                 | 鄭吉玉 (KOR) W 11-9          | ゴルビツスキ (GER) W 6-5 | 南賢喜 (KOR) L 10-15 | 敗退            | 敗退            |      |
| 久枝円 (大阪市信用金庫)               | サーブル個人 |                 | ディアチェンコ (RUS) L 10-15 | 敗退                     | 敗退                 | 敗退            | 敗退            |      |

### 射撃

#### ライフル射撃
- 監督：岸高清（JFEセキュリティ）
- 選手：
  - 小林晋（岡山県警察）
    - 男子ピストル個人50m - 9位（予選敗退）[6]
    - 男子エアピストル10m - 22位（予選敗退）

  - 松田知幸（神奈川県警察）：男子ピストル個人50m
    - 男子ピストル個人50m - 8位（予選敗退）[6]
    - 男子エアピストル10m - 18位（予選敗退）

  - 山下敏和（自衛隊）
    - 男子ライフル3姿勢 - 16位（予選敗退）
    - 男子ライフル伏射 - 18位（予選敗退）
    - 男子エアライフル - 28位（予選敗退）

  - 福島實智子（国友銃砲火薬店）
    - 女子ピストル個人25m - 10位（予選敗退）
    - 女子エアピストル10m - 38位（予選敗退）

#### クレー射撃
- 監督：渡辺幹也（渡辺歯科医院）
- 選手：
  - 中山由起枝（日立建機）
    - 女子トラップ - 4位（予選:67点・6位、決勝:19点、計86点。3-6位が同点のためシュートオフの結果4位）

### 近代五種競技
監督：荒木大三（自衛隊体育学校）
- 村上佳宏（自衛隊体育学校）：男子個人 - 31位（総合4744ポイント）

### アーチェリー
監督：関政敏（全日本アーチェリー連盟）
コーチ：池田幸一（横浜高等学校）・杉浦成利（富山県立泊高等学校）
男子
| 選手名                    | 種目     | ランキングラウンド | ランキングラウンド | 1回戦                                  | 2回戦                      | 3回戦                             | 準々決勝                  | 準決勝          | 決勝            | 決勝 |
| 選手名                    | 種目     | スコア             | シード             | 対戦相手 スコア                        | 対戦相手 スコア            | 対戦相手 スコア                   | 対戦相手 スコア           | 対戦相手 スコア | 対戦相手 スコア | 順位 |
| ------------------------- | -------- | ------------------ | ------------------ | -------------------------------------- | -------------------------- | --------------------------------- | ------------------------- | --------------- | --------------- | ---- |
| 古川高晴 （近畿大学職員） | 男子個人 | 663                | 17                 | クンダ (BLR)(48) L 111(+18)-111(+19)#  | 敗退                       | 敗退                              | 敗退                      | 敗退            | 敗退            | 33   |
| 守屋龍一 （ミキハウス）   | 男子個人 | 661                | 22                 | ピャテク (POL)(43) W 109(+10)-109(+9)# | 王正邦 (TPE)(11) W 114-109 | ツイレンピロフ (RUS)(6) W 113-110 | ルバン (UKR)(3) L 106-115 | 敗退            | 敗退            | 6    |

女子
| 選手名                    | 種目     | ランキングラウンド | ランキングラウンド | 1回戦                                 | 2回戦                        | 3回戦                          | 準々決勝                    | 準決勝          | 決勝            | 決勝 |
| 選手名                    | 種目     | スコア             | シード             | 対戦相手 スコア                       | 対戦相手 スコア              | 対戦相手 スコア                | 対戦相手 スコア             | 対戦相手 スコア | 対戦相手 スコア | 順位 |
| ------------------------- | -------- | ------------------ | ------------------ | ------------------------------------- | ---------------------------- | ------------------------------ | --------------------------- | --------------- | --------------- | ---- |
| 早川浪 （日本体育大学）   | 女子個人 | 649                | 9                  | モシク (CYP)(56) W 112-103            | ニコルズ (USA)(24) W 105-103 | フォルカード (GBR)(8) W 106-97 | 朴成賢 (KOR)(1) L 103-112   | 敗退            | 敗退            | 6    |
| 林勇気 （堀場製作所）     | 女子個人 | 616                | 48                 | エセブア (GEO)(17) L 102(+8)-102(+9)# | 敗退                         | 敗退                           | 敗退                        | 敗退            | 敗退            | 45   |
| 北畠紗代子 （ミキハウス） | 女子個人 | 616                | 46                 | モスピネク (POL)(19) W 103-101        | シュー (FRA)(14) L 100-112   | 敗退                           | 敗退                        | 敗退            | 敗退            | 29   |
| 早川浪 林勇気 北畠紗代子  | 女子団体 | 1881               | 7                  |                                       |                              | コロンビア (COL)(10) W 206-199 | イギリス (GBR)(2) L 196-201 | 敗退            | 敗退            | 8    |

- 北畠紗代子（ミキハウス）
- 早川浪（日本体育大学）：女子個人
- 林勇気（堀場製作所）：女子個人

### トライアスロン
- 監督：山根英紀（日本トライアスロン連合）
- 総務：山倉紀子（東京ヴェルディトライアスロンチーム）

全行程51.5km＝スイム1.5km＋バイク（自転車）40km＋ランニング（ラン）10km
合計タイムは種目移動時間も含む

#### 男子
- 山本良介（トヨタ車体）30位（1時間52分11秒98＝18分27秒＋58分53秒＋33分56秒）
- 田山寛豪 （テイケイ）48位（1時間56分13秒68＝18分04秒＋59分12秒＋37分58秒）

#### 女子
- 井出樹里（トーシンパートナーズ・チームケンズ）5位（2時間00分23秒77＝19分50秒＋1時間04分24秒＋35分05秒）
- 庭田清美（アシックス）9位（2時間00分51秒85＝19分56秒＋1時間04分14秒＋35分36秒）
- 上田藍（シャクリー・グリーンタワー・稲毛インター）17位（2時間02分19秒09＝20分17秒＋1時間03分56秒＋37分09秒）

## 選手団本部役員
- 団長：福田富昭（JOC常務理事、選手強化本部長、ナショナルトレーニングセンター委員会委員長、日本レスリング協会会長、UHIシステムズ）
- 副団長：市原則之（JOC常務理事、総務委員会委員長、日本ハンドボール協会副会長、広島修道大学）
- 総監督：上村春樹（JOC理事、選手強化副本部長、強化育成専門委員会委員長、全日本柔道連盟、旭化成ホームプロダクツ）
- 本部役員（競技担当）：青木剛（JOC理事、選手強化副本部長、情報・医・科学専門委員会委員長、日本水泳連盟、東京スイミングセンター）
- 本部役員（競技担当）：田嶋幸三（JOC理事、選手強化副本部長、JOCゴールドプラン専門委員会委員長、日本サッカー協会専務理事）
- 本部役員（競技担当）：瀬古利彦（JOC理事、選手強化本部常任委員、JOCゴールドプラン専門委員会副委員長、日本陸上競技連盟理事、ヱスビー食品）
- 本部役員（広報・競技担当）：荒木田裕子（JOC理事、アスリート委員会副委員長、日本バレーボール協会執行役員）
- 本部役員（情報担当）：勝田隆（JOC情報・医・科学専門委員会副委員長、JOCゴールドプラン専門委員会副委員長、日本ラグビーフットボール協会競技力向上委員会理事、仙台大学）
- 本部役員（医務担当）：赤間高雄（JOC情報・医・科学専門委員会委員、専任メディカルスタッフ、早稲田大学）
- 本部役員（総務担当）：木下孝二（JOC）
- アタッシェ：川上文博（在中華人民共和国日本国大使館）